# Польский язык
По́льский язы́к (język polski, polszczyzna) — язык поляков, относящийся к лехитской подгруппе западнославянской группы славянской ветви индоевропейской языковой семьи. Является официальным языком Польши и одним из 24 официальных языков Европейского союза. Помимо Польши, распространён также в других странах Европы (Германия, Франция, Великобритания, Литва, Чехия, Россия, Беларусь, Украина, Словакия, Латвия и другие), в странах Америки (США, Бразилия, Канада и другие) и в Австралии. В ряде европейских стран с компактным расселением поляков польский получил статус регионального языка.
Польский язык — один из крупнейших славянских языков и самый крупный западнославянский язык по числу носителей и занимаемому им ареалу. Общее число говорящих на польском языке — около 40 млн чел. (2007, оценочно), в том числе 37 868 618 чел. в Польше (2021, перепись).
Польский язык характеризуется такими отличительными особенностями в области фонетики, как наличие динамического ударения, фиксированного на предпоследнем слоге; сохранение носовых гласных; отсутствие фонологической противопоставленности гласных по долготе — краткости; отсутствие качественной редукции безударных гласных; наличие противопоставленности согласных по твёрдости — мягкости; наличие двух рядов шипящих согласных š, č, ž, ǯ (твёрдого передненёбного ряда) и ś, ć, ź, ʒ́ (мягкого средненёбного шепелявого ряда). Для морфологической системы польского языка характерны: наличие категории личности (мужского лица); отсутствие предикативных кратких форм прилагательных и причастий; наличие полных и кратких (энклитических) форм личных и притяжательных местоимений; особый тип склонения числительных; наличие причастной основы на -l с личными показателями в формах глагола прошедшего времени; два типа аналитической формы будущего времени; наличие особых глагольных форм для выражения неопределённо-личного и обобщённо-личного значения (на -no, -to и с частицей się) и т. д.
Основой литературного польского языка являются великопольский и малопольский диалекты, с конца XVI — начала XVII веков влияние на литературный язык также оказал мазовецкий диалект. В истории польского языка выделяют древнепольский период (до начала XVI века), среднепольский период (XVI — вторая половина XVIII века) и новопольский период (со второй половины XVIII века). Письменность на основе латинского алфавита. Самый древний памятник письменности на польском языке — «Свентокшиские проповеди» (Kazania Świętokrzyskie) XIV века.

## Лингвогеография

### Ареал и численность
Польский язык является одним из трёх самых крупных языков славянской группы по числу носителей наряду с русским и украинским, а также является самым крупным западнославянским языком как по числу носителей, так и по занимаемому им ареалу.
Современный ареал польского языка — территория Республики Польша. Согласно переписи, проведённой в Польше в 2011 году, польский язык назвали в качестве единственного родного 35,681 млн человек (92,65 %), кроме них ещё 729 тысяч (1,89 %) указали на то, что польский является для них вторым языком (всего в качестве первого и второго языка — 36,41 млн — 94,54 %). Продолжением основного польского ареала за рубежом являются район Тешинской Силезии в северо-восточной Чехии и районы Спиша и Оравы в северо-западной Словакии. Многочисленные островные ареалы польского языка, появившиеся в результате переселений поляков или изменений государственных границ, сохраняются в соседних с Польшей Беларуси (Гродненская область) и Литве (Виленский край), в меньшей степени они известны на Украине (Житомирская и Хмельницкая области), в Латвии (Даугавпилсский край), Румынии (Буковина), Молдове и Венгрии. Польский язык распространён в России (Москва, Санкт-Петербург, регионы Урала и Сибири, Краснодарский край) и Германии. Кроме Польши и граничащих с ней государств, польский язык распространён как родной или второй язык среди польских иммигрантов и их потомков во многих странах мира: в европейских странах (Франция, Великобритания, Италия, Швеция, Ирландия, Бельгия, Голландия, Австрия, Греция, Испания и другие страны), в Казахстане (Северо-Казахстанская область), в странах Америки (США (штаты Иллинойс, Мичиган, Нью-Йорк), Бразилия, Канада, Аргентина и другие страны), в Австралии и т. д. Польский язык за границей распространён как в литературной, так и в диалектной разновидностях. Если в граничащих с Польшей странах, где поляки представляют коренное население, польский язык распространён в значительной степени в сельской местности, где сохраняются формы диалектной речи, то в большинстве остальных стран поляки живут, как правило, в крупных городах и говорят на литературном языке (в прошлом иммигранты XIX века и их потомки сохраняли диалекты, как, например, силезский диалект в Техасе). Под воздействием государственных языков тех стран, где находятся крупные польские диаспоры, формируются своеобразные варианты польского языка, такие как, например, язык американской Полонии, польско-бразильский вариант и другие.
Численность носителей польского языка, живущих вне Польши, превышает 1,7 млн человек. По другим данным, их численность оценивается в пределах от 3,5 до 10 миллионов человек. Из-за всё увеличивающегося рассеивания польских иммигрантов и отсутствия исследования степени сохранения ими и их детьми родного языка довольно трудно определить количество носителей польского языка, проживающих за пределами Польши.
По итогам переписи и оценочным данным, в различных государствах численность владеющих польским языком составила:
| Страны мира    | численность (тыс. чел.) | год переписи (оценки) |
| -------------- | ----------------------- | --------------------- |
| США            | 667,0                   | 2000                  |
| Англия и Уэльс | 546,0                   | 2011                  |
| Германия       | 300,0                   | 2002                  |
| Литва          | 235,0                   | 2001                  |
| Франция        | 174,0                   | 2007                  |
| Канада         | 164,0                   | 2001                  |
| Беларусь       | 126,5                   | 2009                  |
| Израиль        | 100,0                   | 1992                  |
| Россия         | 67,45                   | 2010                  |
| Австралия      | 61,0                    | 2007                  |
| Швеция         | 58,0                    | 2007                  |
| Казахстан      | 47,0                    | 1999                  |
| Бразилия       | 41,0                    | 2007                  |
| Австрия        | 35,0                    | 2007                  |
| Чехия          | 33,59                   | 2011                  |
| Аргентина      | 30,0                    | 2007                  |
| Италия         | 30,0                    | 2007                  |
| Украина        | 19,0                    | 2001                  |
| Латвия         | 12,0                    | 2011                  |

### Социолингвистические сведения
Польский язык — официальный государственный язык Республики Польша и один из официальных языков Европейского союза (с 2004 года).
За пределами Польши польский язык не имеет официального статуса, сфера его употребления ограничена главным образом бытовым семейным общением и культурной деятельностью. В ряде стран (в США, Канаде, Литве), где имеются регионы со значительной долей польскоязычного населения, польский язык используется в образовании, на польском языке издаётся периодика, ведутся радио- и телепередачи. В настоящее время, в связи с принятием и ратификацией Европейской хартии региональных языков или языков меньшинств, в ряде стран Европы, где имеются районы с компактным расселением поляков, польский стал обладать статусом регионального языка. Такой статус польский язык получил, в частности, в Боснии-Герцеговине, Румынии, Словакии, Чехии (в районах Фридек-Мистек и Карвина Моравскосилезского края) и на Украине.
Польский язык как самостоятельная учебная дисциплина был введён в школьные программы в XVIII веке. В настоящее время в Республике Польша польский язык охватывает преподавание в начальной, средней и высшей школе, тем самым обладая полным учебно-педагогическим статусом современного литературного языка.
Преподавание на польском языке за рубежом среди польскоязычного населения в странах, где поляки расселены сравнительно компактно (Литва, Беларусь, Чехия, Словакия, США и другие страны), ведётся в школах разного уровня или классах. В ряде стран, где поляки не образуют районов с компактным расселением (Россия, Казахстан, Франция, Германия и другие страны), преподавание польского языка проводится, как правило, в вечерних или воскресных школах.
Польский язык активно изучается за пределами Польши в качестве иностранного. По некоторым оценкам, в настоящее время около 10 000 человек разных национальностей (не включая в это число поляков) во всём мире учит польский, из них приблизительно треть учится в Польше. С 2004 года в Польше существует возможность сдавать польский язык как иностранный на трёх уровнях: начальном (B1), среднем (B2) и продвинутом (C2). Экзамены проводит Государственная комиссия подтверждения знания польского языка как иностранного.
Польский язык оформился как литературный на рубеже XV—XVI веков, когда он начал вытеснять латинский язык из всех основных сфер языкового функционирования — польский язык стал выполнять функции государственного делопроизводства, судопроизводства, стал языком политической, религиозной, философской публицистики, художественного творчества, вспомогательным языком при обучении в школе.
Начало кодификаторской деятельности в современном понимании относится к концу XIX века, значительное влияние на развитие и обогащение литературного языка оказали классики польской литературы, общественные деятели, представители науки и культуры XIX—XX веков. Стандартизованный в высокой степени, современный польский литературный язык является полифункциональным средством общения, он используется во всех сферах жизни польского общества.
В разговорной речи поляков не отмечается резких и многообразных отличий от письменной литературной нормы. По некоторым особенностям произношения, построения предложений и своеобразию лексики выделяют варшавский, краковский и отчасти познанский варианты литературного языка. Кроме того, те или иные особенности литературного языка встречаются в речи жителей городов Верхней Силезии, в речи поляков Литвы (виленский вариант) и Западной Украины (львовский вариант). Ряд исследователей выделяет также поморский польский (Грудзёндз, Тчев, Старогард), северномалопольский (Лодзь, Радом, Кельце, Люблин) и другие варианты литературного языка.
Для польского языка характерно наличие социолектов, наиболее известный и изученный из них — городской жаргон Варшавы.

### Диалекты

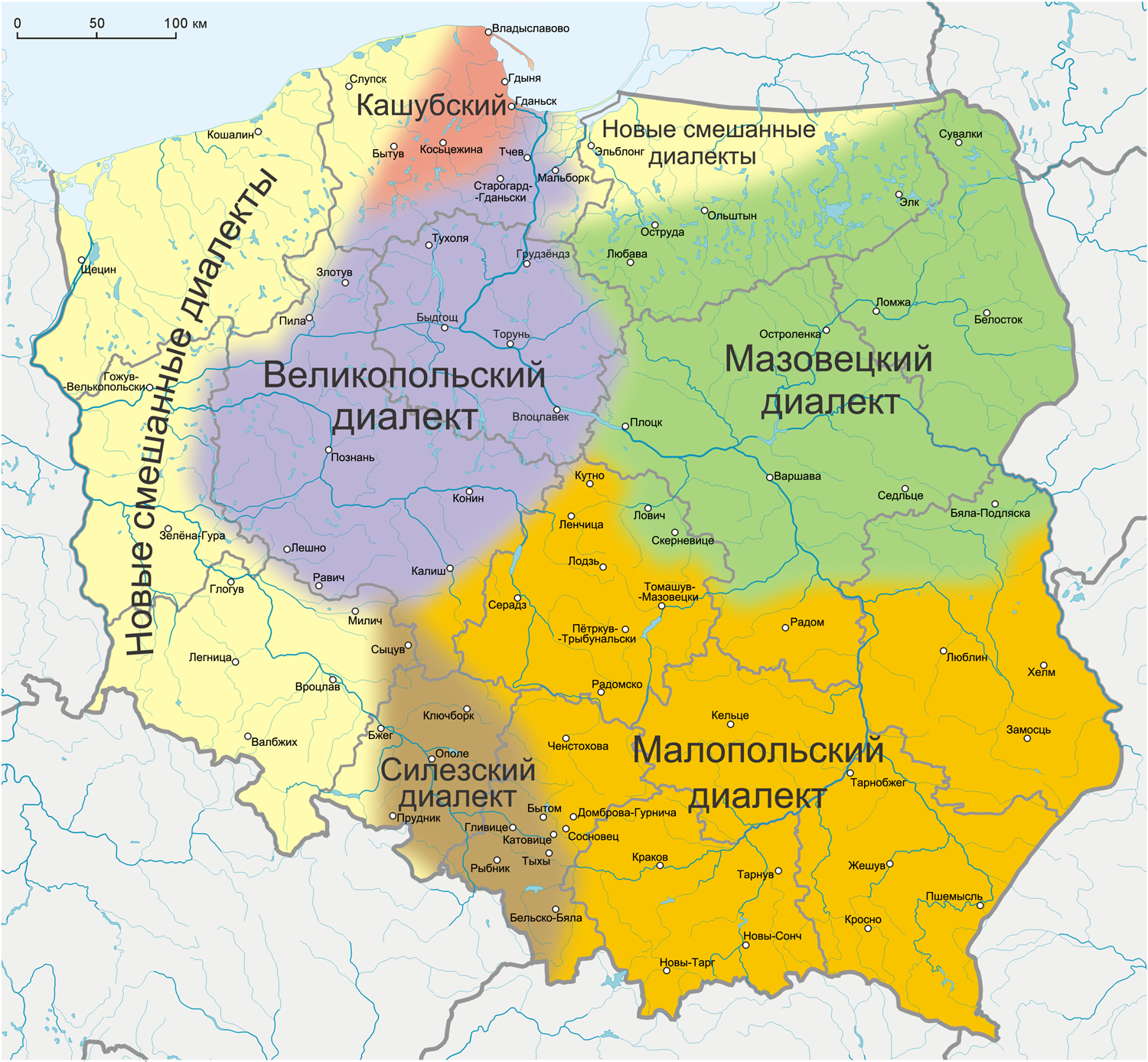
Карта диалектов польского языка, составленная на основе работ
С. Урбанчика с изменениями и дополнениями

Наряду со стандартной литературной формой среди носителей польского языка также распространены территориальные диалекты.
Первая классификация польских диалектов была представлена в начале XX века К. Ничем. Основные диалектные массивы были выделены им на основе двух изофон: наличия или отсутствия мазурения и наличия звонкого или глухого типа межсловной фонетики (внешнего сандхи). Позднее многие диалектологи при составлении классификаций польских диалектов опирались на работы К. Нича.
К диалектам (диалектным группам) польского языка первого уровня, восходящим ко времени племенных объединений, относятся:
- Великопольский диалект, занимающий территорию Великой Польши, Крайны, Боров Тухольских, Кочевья, Куяв, Хелминской и Добжинской земель в пределах Великопольского и Куявско-Поморского воеводств. Великопольский диалект сформировался на основе племенного диалекта полян. Выделяется по отсутствию мазурения и наличию звонкого типа сандхи.
- Малопольский диалект, занимающий территорию Малопольского, Подкарпатского, Свентокшиского, Лодзинского и Люблинского воеводств. Его основа — диалект вислян. Отличается от других диалектов сочетанием в его фонетической системе мазурения и звонкого типа сандхи.
- Мазовецкий диалект, занимающий восточную и центральную части Польши — Мазовецкое и Подляское воеводства, а также южную часть Варминьско-Мазурского воеводства. Он сформировался на основе диалекта племени мазовшан. Характеризуется наличием мазурения и глухим типом сандхи.
- Силезский диалект, распространённый на территории Верхней Силезии. Развился из верхнесилезских говоров племенного диалекта слензан. При звонком типе сандхи в говорах силезского диалекта представлены как отсутствие мазурения на юге, так и наличие различных типов сдвига в произношении шипящих — мазурение на севере и яблонкование на крайнем юге. Результаты переписи 2011 года в Польше, в которой силезский идиом назвали родным 509 тысяч человек[7], отражают развивающееся в последнее время в Силезии движение за придание силезскому диалекту статуса самостоятельного языка[30].

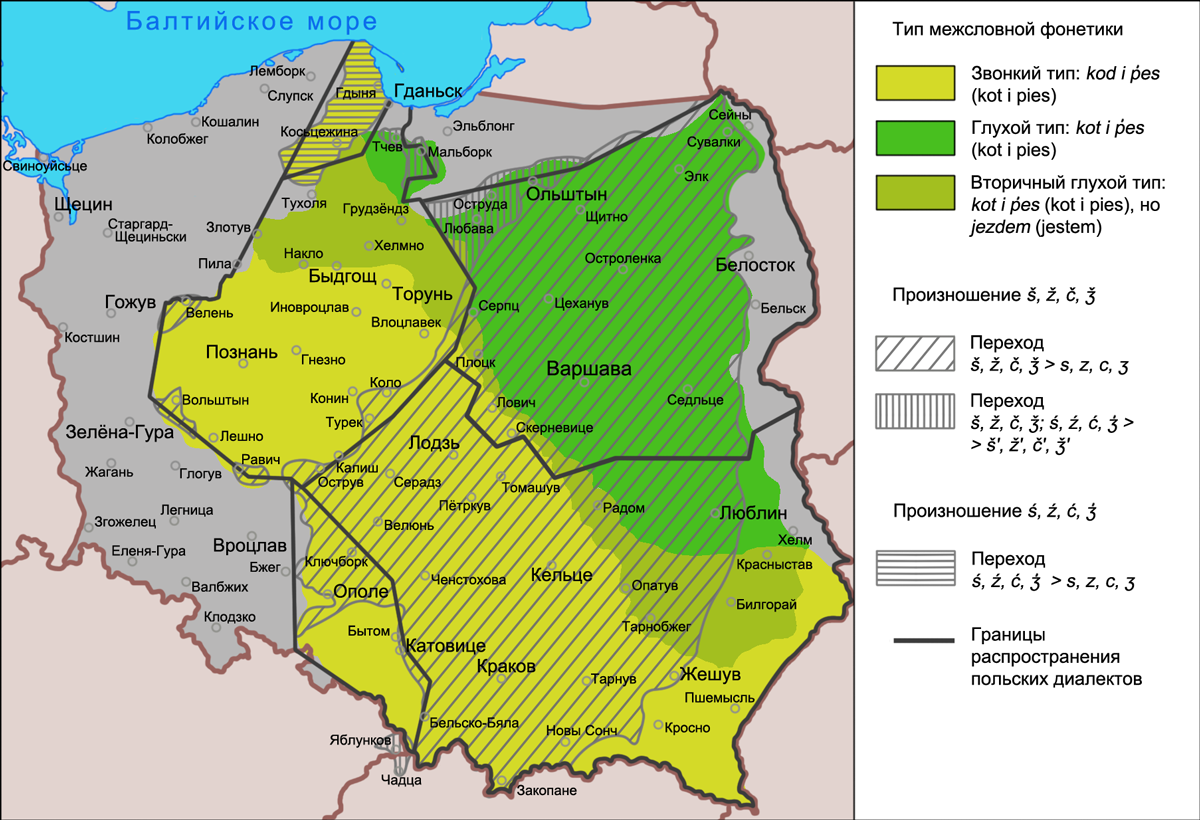
Ареалы типов межсловной фонетики и наличия/отсутствия мазурения на территории распространения польских диалектов

В традициях польской диалектологии в качестве пятого диалекта польского языка до конца XX века рассматривался кашубский диалект. В настоящее время он всё чаще выделяется как самостоятельный западнославянский язык, в Польше с 2005 года за ним официально закреплён статус регионального языка.
Кроме мазурения и типа сандхи к выделенным К. Ничем диалектным признакам, по которым описываются говоры польского языка в большинстве современных работ по диалектологии, относятся:
- В области фонетики: различия в развитии древнепольских гласных ā, ō, ē, ŏ; различия в развитии древнепольских носовых гласных; наличие или отсутствие оппозиции i/y; различия в типе ударения; произношение начальных -vo, -ra, -ja; синхронный или асинхронный характер мягкости губных; развитие древнепольских ŕ и ł; сохранение х или его переход в k или f и т. д.
- В области морфологии: различия во флексиях индикатива и императива в 1-м и 2-м лице множественного числа глаголов; морфонологический тип на -eli в формах глаголов прошедшего времени (тип śel’i — śal’i); наличие или отсутствие чередования e/o и e/a в существительных и глаголах; обобщение окончаний -égo или -ego в местоименном типе склонения прилагательных и местоимений; наличие или отсутствие оппозиции dva/dv́e; наличие или отсутствие категории мужского лица и т. д.

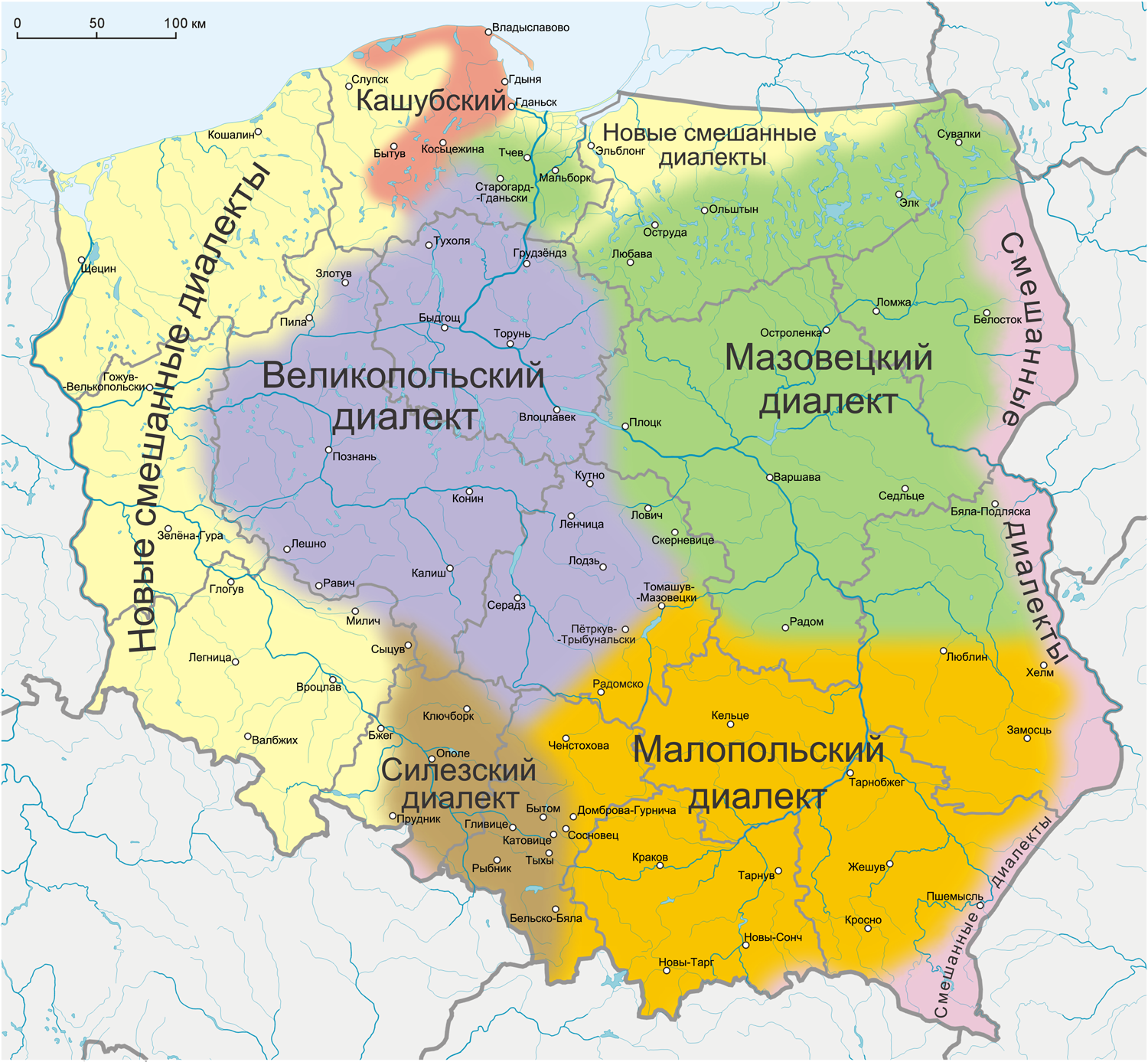
Карта польских диалектов К. Дейны

Ряд диалектных различий образует крупные ареалы, противопоставляющие северные польские диалекты южным (точнее юго-западным) и западные — восточным.
На втором уровне деления каждый из представленных выше четырёх диалектов включает в свой состав ряд групп говоров. Так, например, великопольский диалектный массив образуют собственно великопольские, куявские, боровяцкие, крайняцкие, кочевские, хелминско-добжинские и мальборские говоры. Собственно великопольские говоры, в свою очередь, включают центральновеликопольские, западновеликопольские, восточновеликопольские, южновеликопольские и северновеликопольские говоры. Если состав диалектов первого уровня одинаково выделяется всеми диалектологами, то их внутренняя дифференциация рассматривается в классификациях исследователей польских диалектов зачастую по-разному (сравните, например, диалектологическую карту, составленную на основе работ С. Урбанчика, и карту К. Дейны).
Помимо основных четырёх диалектов, сформированных на основе древних племенных наречий, также выделяются периферийные польские диалекты, возникшие в результате экспансии польского языка на территорию современных Литвы, Западной Беларуси и Западной Украины. Кроме того, на Возвращённых землях, заселённых поляками после Второй мировой войны, сложились новые смешанные диалекты. Особый род говоров представляют переходные говоры на чешско-словацко-польском пограничье.
Польские диалекты являются прежде всего средством устного бытового общения сельского населения, но на некоторых говорах (в Силезии и в Подгалье) также создаются литературные произведения. Различия между диалектами польского языка в целом незначительны и не препятствуют взаимопониманию носителей разных диалектов.

## Письменность

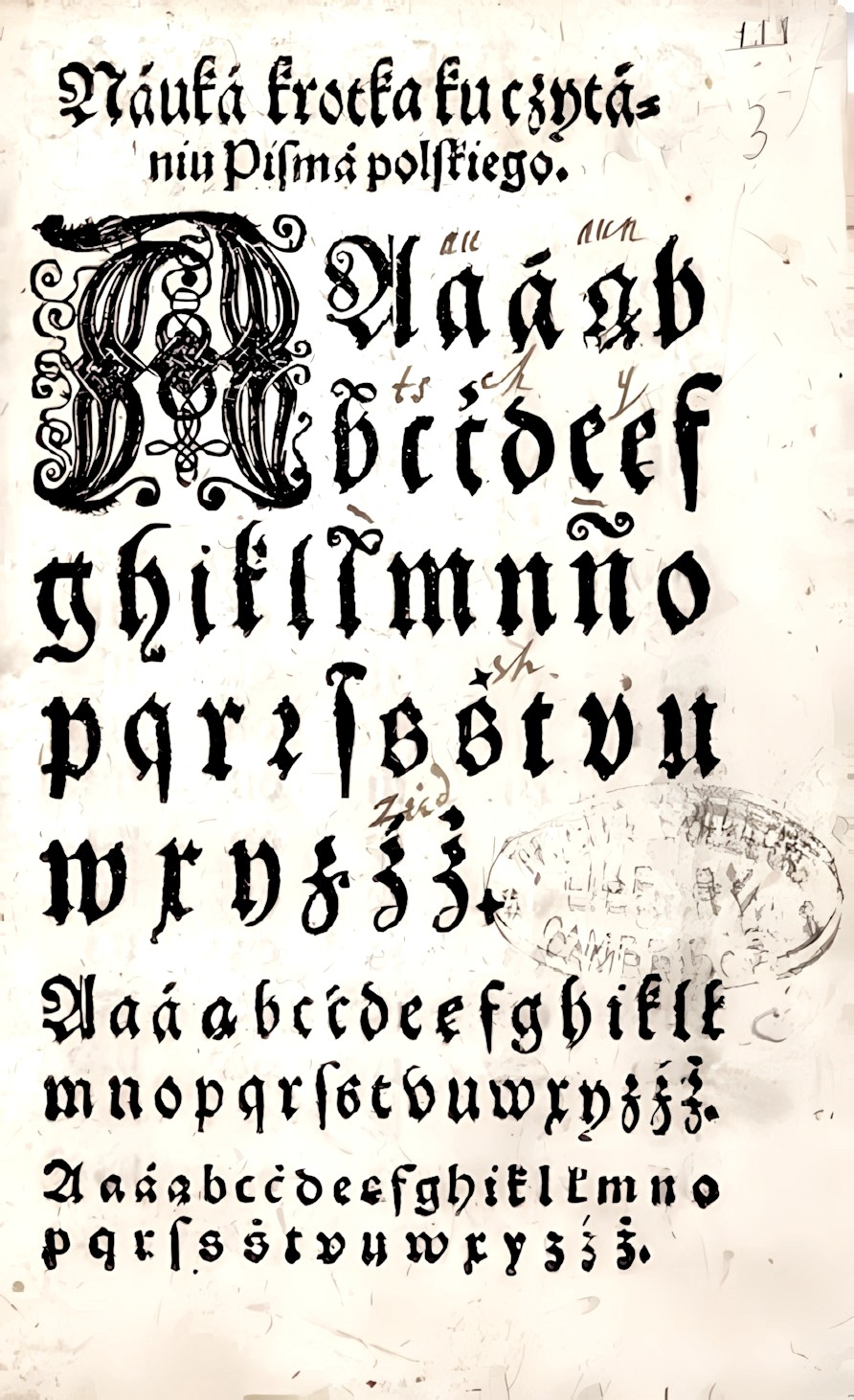
Польский алфавит, XVI век

В основе польского алфавита (alfabet polski) лежит латиница. В состав алфавита включены следующие буквы:
| буква | польское название | основной аллофон (МФА) | другие аллофоны             |
| ----- | ----------------- | ---------------------- | --------------------------- |
| A a   | a                 | [a]                    |                             |
| Ą ą   | ą                 | [ɔw͂]                   | [ɔn], [ɔɲ], [ɔŋ], [ɔm], [ɔ] |
| B b   | be                | [b]                    | [p]                         |
| C c   | ce                | [t͡s]                   | [d͡z]                        |
| Ć ć   | cie               | [t͡ɕ]                   | [d͡ʑ]                        |
| D d   | de                | [d]                    | [t]                         |
| E e   | e                 | [ɛ]                    |                             |
| Ę ę   | ę                 | [ɛw͂]                   | [ɛn], [ɛɲ], [ɛŋ], [ɛm], [ɛ] |
| F f   | ef                | [f]                    |                             |
| G g   | gie               | [g]                    | [k]                         |
| H h   | ha                | [x]                    |                             |
| I i   | i                 | [i]                    |                             |
| J j   | jot               | [j]                    |                             |
| K k   | ka                | [k]                    | [g]                         |
| L l   | el                | [l]                    |                             |
| Ł ł   | eł                | [w]                    |                             |
| M m   | em                | [m]                    |                             |
| N n   | en                | [n]                    |                             |

| буква | польское название | основной аллофон (МФА) | другие аллофоны |
| ----- | ----------------- | ---------------------- | --------------- |
| Ń ń   | eń                | [ɲ]                    |                 |
| O o   | o                 | [ɔ]                    |                 |
| Ó ó   | o kreskowane      | [u]                    |                 |
| P p   | pe                | [p]                    | [b]             |
| Q q   | ku                | [k]                    |                 |
| R r   | er                | [r]                    |                 |
| S s   | es                | [s]                    | [z]             |
| Ś ś   | eś                | [ɕ]                    | [ʑ]             |
| T t   | te                | [t]                    | [d]             |
| U u   | u                 | [u]                    |                 |
| V v   | fau               | [v]                    | [f]             |
| W w   | wu                | [v]                    | [f]             |
| X x   | iks               | [ks]                   |                 |
| Y y   | y/igrek           | [ɨ]                    | [ɪ], [ɘ]        |
| Z z   | zet               | [z]                    | [s]             |
| Ź ź   | ziet              | [ʑ]                    | [ɕ]             |
| Ż ż   | żet               | [ʐ]                    | [ʂ]             |

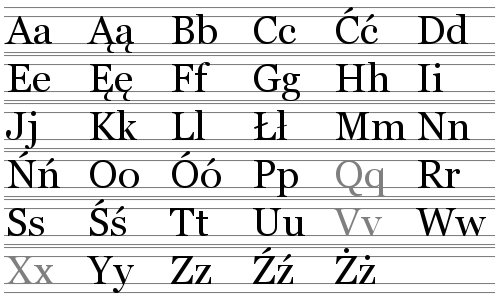
Современный польский алфавит

Для передачи ряда звуков польского языка используются диакритические знаки:
- для обозначения носовых гласных используется подстрочный знак — огонэк (ogonek «хвостик») — ą, ę;
- для обозначения твёрдого шипящего /ž/ используется надстрочная точка (kropka) — ż, в том числе и в составе диграфа dż;
- мягкие среднеязычные шипящие (аффрикату /ć/ и фрикативные согласные /ś/, /ź/); мягкий звук /n’/; гласный звук /u/ (в позиции древнепольского долгого ō) обозначают при помощи букв с /-образным штрихом (kreska «чёрточка») — ć, ś, ź, ń и ó, знак ź встречается также в составе диграфа dź;
- скользящий /u̯/ обозначается при помощи диагонально перечёркнутой буквы l — ł.

Для передачи самостоятельных звуков используются также диграфы: cz, dz, dź, dż, rz, sz и ch. Для обозначения твёрдых шипящих /č/, /š/, /ž/, /ǯ/ используются диграфы cz, sz, rz (наряду с буквой ż), dż; мягкого шипящего /ʒ́/ — диграф dź; глухого фрикативного /x/ — диграф ch (наряду с буквой h); /ʒ/ — диграф dz.

Мягкость согласных в позиции перед гласной обозначается сочетанием буквы i с буквами, обозначающими согласные (k, g, h, p, b, f, w и т. д.), а также с диграфами ch и dz (i при этом не обозначает самостоятельного звука, исключение составляют некоторые заимствованные слова: linia («линия»), partia («партия») и другие, в которых i читается).

Буквы ą, ę, ń и y не употребляются в начале слова, поэтому могут быть прописными только при написании всего слова прописными буквами. Буквы q, v и x используются только в словах иностранного происхождения, которые не были полонизированы (чаще всего в иноязычных именах и названиях).
Буквы ę и ą читаются по-разному, в зависимости от позиции буквы в слове и находящегося после неё согласного:
```
Wyhodząc z założeńa, że mowa ludzka
jest kompleksem pewnej skali dźwiękuw (...)
idealną pisowńą (...) będźe pisowńa
z gruntu prosta i ściśle fonetyczna.

Исходя из предпосылки, что человеческая речь
является комплексом определённого диапазона звуков,
идеальной орфографией будет орфография
простая в основе и строго фонетическая.

```

- в позиции перед фрикативными согласными произносятся гласные с носовым резонансом;
- в позиции перед /l/ и /u̯/ произносятся чистые неносовые гласные [o] и [e];
- в позиции перед смычными согласными рефлексы исторических носовых выступают как сочетания чистого гласного и носового согласного: [m] перед губными, [n] перед переднеязычными, [ń] перед среднеязычными и [ŋ], [ŋ́] перед заднеязычными. Такое произношение называется «расщеплённым» (wymowa rozszczepiona);
- в конце слова с носовым резонансом произносится [ǫ], причём в разговорной практике отмечается тенденция к ослаблению назализации носового заднего ряда; в соответствии с /ę/ в конце слова произносится неносовой [e].

В 1920-е годы польские футуристы пропагандировали реформу орфографии в сторону большего приближения написания к произношению и даже издавали свои произведения в новой орфографии, однако в конечном счёте их эксперимент успехом не увенчался.

## История языка

### Периодизация истории
Общепринятой является периодизация, в которой выделяются дописьменный (до середины XII века), древнепольский (с середины XII до конца XV — начала XVI века), среднепольский (начало XVI — середина или третья четверть XVIII века, иногда разделяется на два подпериода: до середины XVII века и позже, до конца XVIII века) и новопольский (со второй половины XVIII века до наших дней) периоды. При этом дописьменный период нередко не выделяется отдельно из древнепольского.
Существует ещё несколько вариантов периодизации истории польского языка, в которых, помимо лингвистических изменений, рассматриваются также изменения исторического и культурного характера, повлиявшие на развитие языка.
Периодизация З. Клеменсевича, Т. Лер-Сплавинского и С. Урбанчика:
1. Дописьменный период (со времени выделения польского языка из пралехитской группы до 1136 года, к которому относится создание «Гнезненской буллы» (Bulla protekcyjna) — первого латинского памятника с большим числом польских глосс).
2. Древнепольский период (с 1136 года до начала XVI века — появление первых памятников на польском языке, начало развития книгопечатания).
3. Среднепольский период (с начала XVI до середины XVIII века — начальный этап развития польского литературного языка).
4. Новопольский период (с середины XVIII до начала XX века — продолжение развития литературного языка).
5. Новейший период (с начала XX века до настоящего времени).

Отдельная периодизация З. Клеменсевича:
1. Древнепольский период:
  - Дописьменный этап до 1136 года.
  - Письменный этап до появления в XVI веке польского литературного языка.
2. Среднепольский период:
  - 1540-е годы — переходный этап.
  - С 1540-х годов до 1630-х годов — эпоха Ренессанса, бурное развитие литературного языка.
  - С 1630-х годов до конца XVII века — начало упадка польского языка.
  - Первая половина XVIII века — дальнейший упадок языка.
3. Новопольский период:
  - Вторая половина XVIII века до 1795 года — правление Станислава Августа Понятовского.
  - 1795—1815 годы — с III раздела Речи Посполитой до Венского конгресса.
  - 1815—1831 годы — до Ноябрьского восстания.
  - 1831—1918 годы — до обретения Польшей независимости.
  - 1918—1939 годы — межвоенное время.

Периодизация С. Слонского:
1. Дописьменная эпоха:
  - Первый дописьменный период (до конца XI века — отсутствие памятников письменности).
  - Второй дописьменный период (XII—XIII века — появление латинских памятников с польскими глоссами).
2. Письменная эпоха:
  - Период с начала XIV до середины XVI века — появление литературного языка.
  - Период с середины XVI до второй половины XVII века — активное развитие литературного языка.
  - Период со второй половины XVII до конца XVIII века — упадок польского языка.
  - Период конца XVIII века — возрождение польского языка.
  - Новейшее время.

Периодизация П. Зволинского:
1. Латинские памятники с польскими глоссами. X—XII века.
2. Первые памятники на польском языке. XIII — середина XV века.
3. Второе чешское влияние. Начальный период формирования литературного польского языка. Середина XV — середина XVI века.
4. Стабилизация литературного языка. Развитие книгопечатания. Середина XVI — середина XVII века.
5. Упадок языка при продолжающемся развитии. Середина XVII — середина XVIII века.
6. Эпоха Просвещения. Середина XVIII — конец XVIII века.
7. Значительная роль литературы восточной периферии. XIX век.
8. Новейшее время.

### Древнепольский период

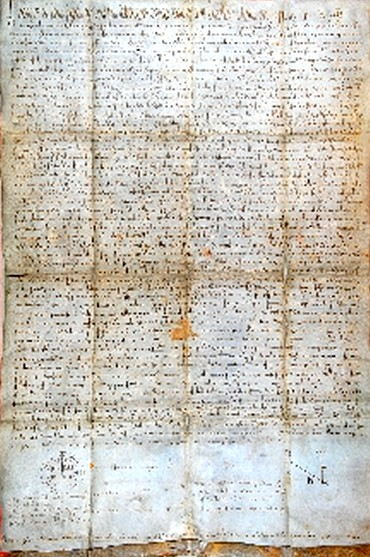
«Гнезненская булла» (1136 год)

Дописьменный период охватывает время с момента выделения польского языка из диалектов пралехитской группы до появления в 1136 году письменного памятника, написанного по-латыни, — «Гнезненской буллы» (Bulla protekcyjna), содержащей большое количество польских имён собственных. По мнению С. Урбанчика, обособление общепольских (восточнолехитских) языковых черт полян, вислян, мазовшан и слензан от черт диалектов западных лехитов произошло на рубеже IX и X веков. К X—XI векам относят первые упоминания этнонима «поляки» (по отношению к языку — «польский»), возникшего в эпоху формирования государства полян. Источниками для изучения дописьменного периода являются данные сравнительно-исторической грамматики славянских языков и материал польских диалектов. Обрывочные сведения о польском языке этого периода также можно почерпнуть из нескольких памятников письменности на латинском языке, содержащих польские глоссы: Баварского географа IX века, Dagome iudex и хроник Титмара X—XI веков.
До XII века польский язык характеризуют ряд общеславянских и собственно польских фонетических изменений: перегласовка ’e > ’o, ’ě > ’a, ’ę > ’ąo, ŕ̥ > r̥, l̥’ > l̥ перед твёрдыми переднеязычными согласными; вокализация сонантов r̥, ŕ̥ и l̥, l̥’; общеславянское падение редуцированных, происходившее в польском языке в XI веке; выпадение в существительных и прилагательных интервокального j и стяжение гласных; появление после падения редуцированных в результате заместительного удлинения новых долгих гласных; развитие фонематической категории твёрдости-мягкости после утраты слабых редуцированных и другие процессы.
Из морфологических изменений дописьменного периода отмечаются утрата простых форм прошедших времён глаголов и начало процесса перестройки именного склонения по родовому признаку.
Собственно древнепольский период длился с 1136 года до начала XVI века — времени оформления литературно-языкового статуса польского языка. Источниками изучения древнепольского периода являются различные грамоты, летописи, хроники, надгробные надписи и другие письменные памятники, как написанные на латинском языке с польскими глоссами, так и написанные полностью на польском языке. К первому типу памятников относится «Генрикова книга» (Księga Henrykowska) XIII века, в которой содержится самое первое предложение, записанное по-польски. Ко второму типу относятся самый древний, написанный по-польски, религиозный памятник «Свентокшиские проповеди» (Kazania świętokrzyskie) и первый записанный польский стихотворный текст — «Богородица» (Bogurodzica), который известен в копии начала XV века.

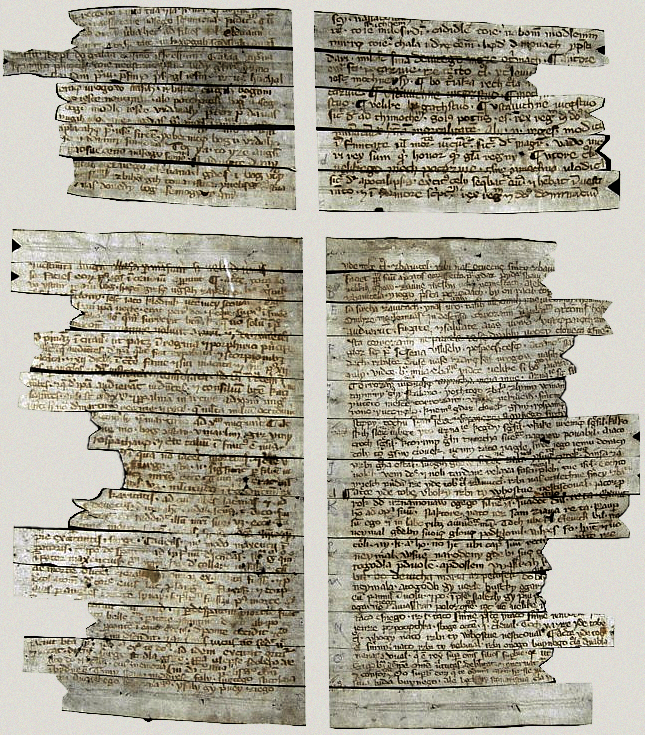
«Свентокшиские проповеди» (XIV век)

Для собственно древнепольского периода характерны следующие фонетические явления и процессы:
- Совпадение во второй половине XIII века носовых ą̄, ą̆, ę̄, ę̆ в долгом ą̄ и кратком ą̆. Ко второй половине XV века ą̄ перешёл в ą̊ (с произношением, близким к a), а ą̆ перешёл в ę.
- Преобразование к XIV веку подвижного ударения в фиксированное инициальное (на начальном слоге) и начало процесса изменения с XV века инициального ударения в парокситоническое (на предпоследнем слоге).
- Переход в XII—XIII веках мягких t’ и d’ в среднеязычные аффрикаты: t’ > ć, d’ > ʒ́; а также переход мягких s’ и z’ в среднеязычные ś и ź.
- Утрата противопоставления гласных фонем по долготе-краткости к XVI веку с преобразованием его в оппозицию чистых и суженных (бывших долгих) кратких гласных.
- Отвердение согласных š, ž, č, ǯ, c, ʒ и смягчение k и g перед y (после чего y изменилось в i) и e и другие процессы.

В области морфологии происходили дальнейшее формирование новой, построенной по родовому признаку системы склонения существительных: мужского, женского и среднего типов;
развитие новых форм прошедшего времени типа wyszedł jeśm > wyszedłem («я вышел»), przyszli jeśmy > przyszliśmy («мы пришли») и т. п. из форм перфекта; вытеснение кратких именных форм прилагательных и причастий полными (местоименными) и другие процессы.
Лексика древнепольского периода (включая дописьменный) состояла из праславянского лексического фонда, слов западнославянского и лехитского происхождения и собственно польских инноваций. Кроме того, в древнепольский язык активно проникали заимствования из латинского и чешского языков через письменные источники и из немецкого языка через непосредственные (устные) контакты. Влияние латинского и чешского языков отмечается со времени принятия поляками христианства в 966 году и связано с религиозной и научной терминологией, немецкое влияние проявилось в лексике бытового и хозяйственного характера, основной период проникновения германизмов в польский язык — XIII—XV века — время активного заселения немцами западной Польши и городов, получивших магдебургское право. В древнепольском словообразовании отмечается распространение существительных с суффиксами -dlń-, -ica, -arz, -erz, -acz, -ciel, -(n)ik, -ca, -ec; прилагательных на -ly; наречий на -ski, -skie; с XV века распространяются слова с суффиксами -unk (из немецкого) и -tel (из чешского); выходят из употребления существительные на -dło. Приставка ot- изменяется в od-, а -iz и -s смешиваются в приставочно-предложном s/z.

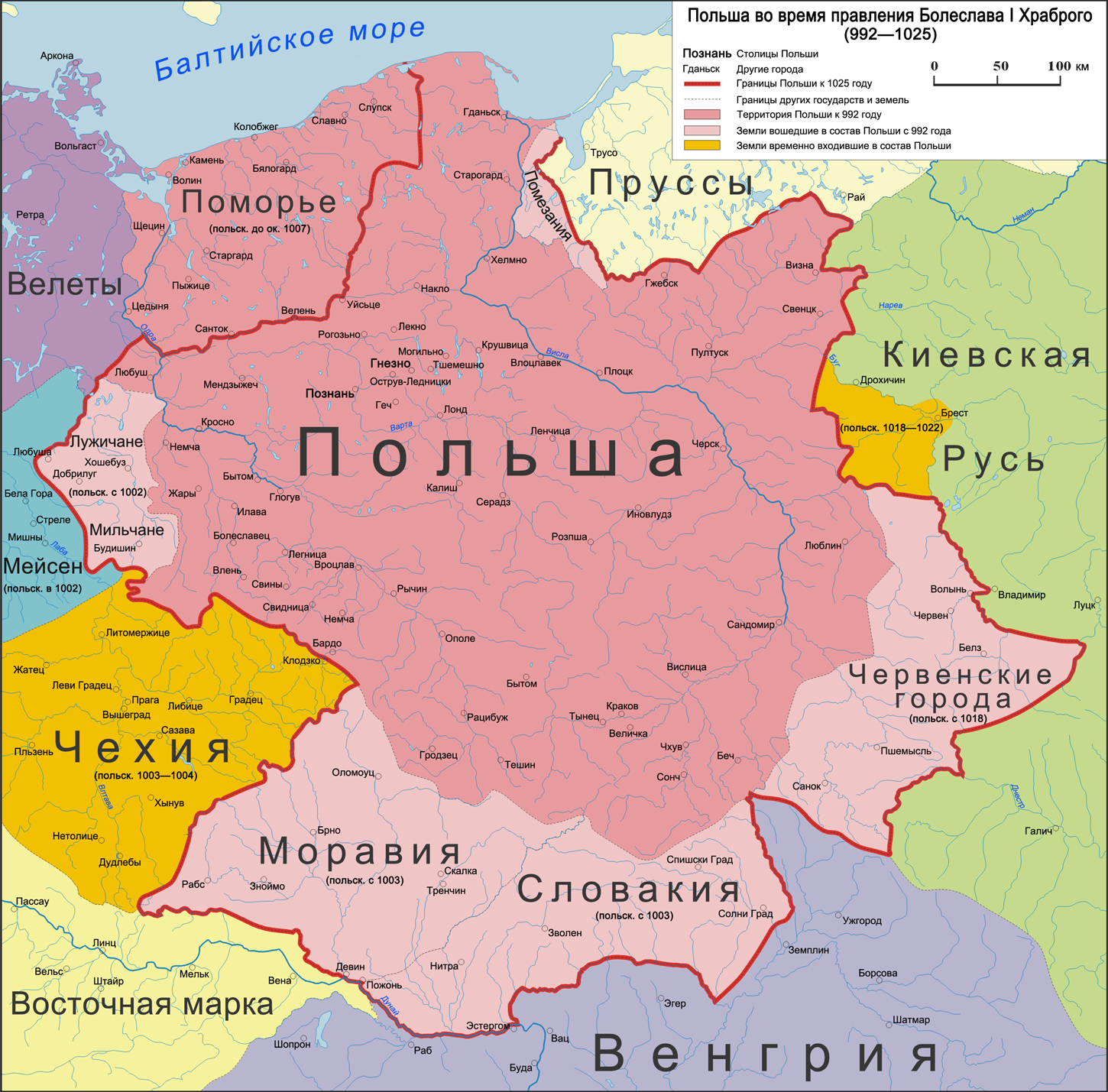
Польша в 992—1025 годах

Графика памятников письменности древнепольского периода отличалась непоследовательностью, один знак мог передавать несколько разных звуков, а один звук мог быть передан разными знаками. Используемых буквенных знаков латинского алфавита было недостаточно для передачи всех польских звуков, поэтому часть их передавалась с помощью лигатур. В создании древнепольских памятников применялись два типа графики: простая с использованием только латинских знаков (все латинские памятники XII—XIII веков с польскими глоссами, а также «Свентокшиские проповеди») и сложная с использованием наряду с простыми знаками лигатур (памятники XIV—XV веков на польском языке).
Непоследовательность польской графики стала устраняться с появлением первых печатных произведений в типографиях Кракова в XVI веке. К традиционному способу обозначения знаков, используемому в рукописных польских памятниках, были добавлены элементы диакритики.
Для древнепольского языка были характерны диалектные различия. Наиболее обособленным из диалектов был диалект племени мазовшан, противостоявший относительно близким друг другу диалектам полян, вислян и слензан. Все вместе они имели ряд существенных отличий от западнолехитского диалекта поморян. На основе племенных диалектов происходило формирование территориальных великопольского, малопольского, силезского и мазовецкого диалектов.
Развитие единого польского языка было определено образованием единого польского государства в X веке с центром в Великой Польше и принятием христианства. На основе великопольских говоров стал формироваться древнепольский культурный диалект, появилась и стала развиваться письменность. В то же время литературным языком поляков в течение всего древнепольского периода был латинский язык. Польский язык развивался преимущественно католическим духовенством, священники которого осуществляли перевод религиозных текстов с латыни на польский. В этот период образцом для польских переводчиков служил чешский язык. Перенесение столицы Польши в Краков в XIV веке привело к тому, что польский литературный язык попал в сферу влияния говоров малопольского диалекта. Развитие книгопечатания к XVI веку (прежде всего в Кракове) способствовало установлению общих языковых норм и графики, заложило основы орфографии. На базе культурного диалекта начал формироваться литературный польский язык, проникавший во все сферы функционирования, характерные для литературного языка.

### Среднепольский период
```
A niechaj narodowie wżdy postronni znają,
iż Polacy nie gęsi, iż swój język mają.

Пусть же народы прочие знают,
что поляки — не гусиный, что свой язык имеют.

```

Среднепольский период охватывает время с начала XVI до середины XVIII века. Он является начальным периодом развития польского литературного языка и связывается как с его внутриязыковыми изменениями, так и с расширением сфер его функционирования. К источникам среднепольского периода относятся многочисленные литературные произведения, созданные с начала XVI до середины XVIII века (М. Рея, М. Бельского, Я. Кохановского и многих других), а также грамматики и словари польского языка.
В среднепольский период происходили следующие фонетические процессы:
- постепенный процесс утраты суженных гласных и слияние их к концу периода с другими краткими гласными: á с чистым a; é с e; ó с u. При этом á был утрачен раньше других суженных гласных;
- ударение в польском языке окончательно устанавливается на предпоследнем слоге;
- распространение произношения носового ę на конце слова без назального призвука, что наряду с утратой суженных гласных приводит к сокращению фонем в системе вокализма польского языка до шести: a — o — e — i — u — ǫ;
- диспалатализация в XVI веке мягких шипящих š’, ž’, č’, ǯ, свистящих c’, ʒ’ и конечных мягких губных;
- изменяется произношение вибранта ř — шипящий призвук превращается в основную артикуляцию (rž), а затем и в единственную после редукции вибранта (ž);
- начало распространения произношения переднеязычного ł как губно-губного u̯.

В области морфологии в этот период отмечаются такие изменения, как формирование категории одушевлённости/неодушевлённости и категории мужского лица; утрата категории двойственного числа; формирование современной системы форм времён и наклонений глагола: нулевое окончание в базовой форме 2-го лица единственного числа повелительного наклонения, личные показатели сослагательного наклонения и т. д.

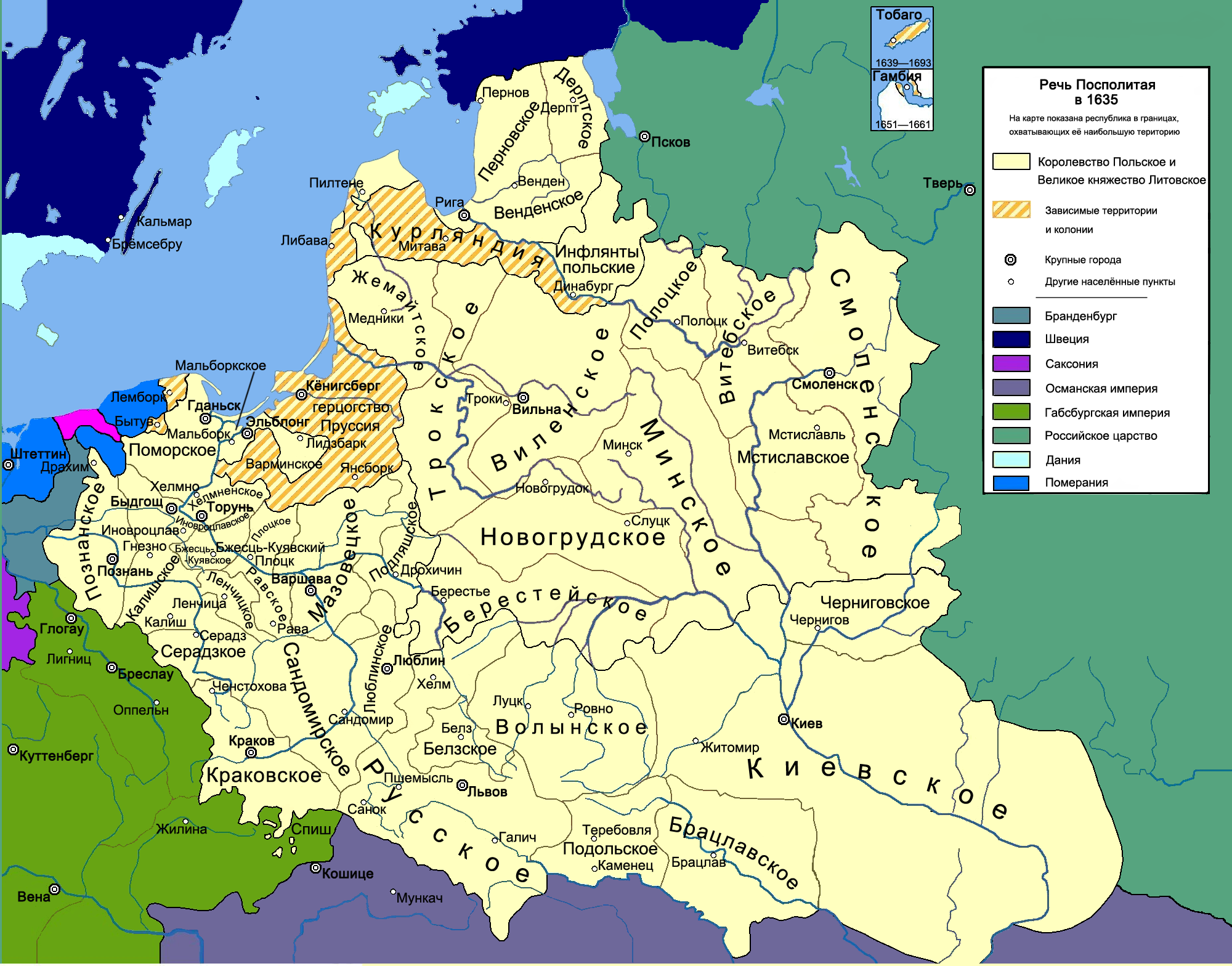
Речь Посполитая в 1635 году

В области лексики в начале среднепольского периода отмечается продолжение заимствований из латинского, чешского и немецкого языков, начатое в древнепольском периоде. Сравнительно рано к середине XVI века влияние на польскую лексику чешского языка ослабевает и совсем прекращается; влияние латинского, снизившееся в эпоху Ренессанса, усиливается в XVII—XVIII веках, но уже к концу среднепольского периода теряет своё значение; сокращается число заимствований германизмов в литературном языке, но активное влияние немецкого языка на ряд польских диалектов продолжается. В разное время в число источников лексических заимствований среднепольского периода включаются итальянский, французский, украинский, тюркские и другие языки. Словообразование среднепольского периода характеризуется сохранением употребительности слов на -ec, -ca, -acz, -ciel, -nik, -ak; увеличением числа адъективных причастий на -ły; уменьшением числа образований слов на -erz; широким использованием суффиксов -isk, -ek, -ość, -nie, -enie, -anin; активностью адъективных формантов -n, -liw, -sk, глагольных формантов -owa, -awa, адвербиального форманта -e; увеличением числа деминутивных образований; увеличением продуктивности префикса -przy; синонимией префиксов; появлением значительного числа слов, образуемых сложением основ.
Начало среднепольского периода отмечается бурным развитием книгопечатания на польском языке, способствующего распространению единой графики и орфографии. С XVI века литературный польский распространяется в среде шляхетства и буржуазии. Период XVI—XVII веков был временем расцвета польского языка, который выступал в роли лингва франка на обширных пространствах Восточной Европы. Из польского в языки соседних государств проникали лексические заимствования, в том числе в русском из польского появились такие слова, как бутылка, хорунжий, карета, мушкет, музыка, панцирь, рота, рыцарь, шапка и многие другие. С 1630-х годов начался период послеренессансного упадка, отражённого в макароническом стиле литературного языка XVII — начала XVIII веков. Со второй половины XVII века и особенно в XVIII веке польский язык испытывал сильное влияние французского языка.

### Новопольский период

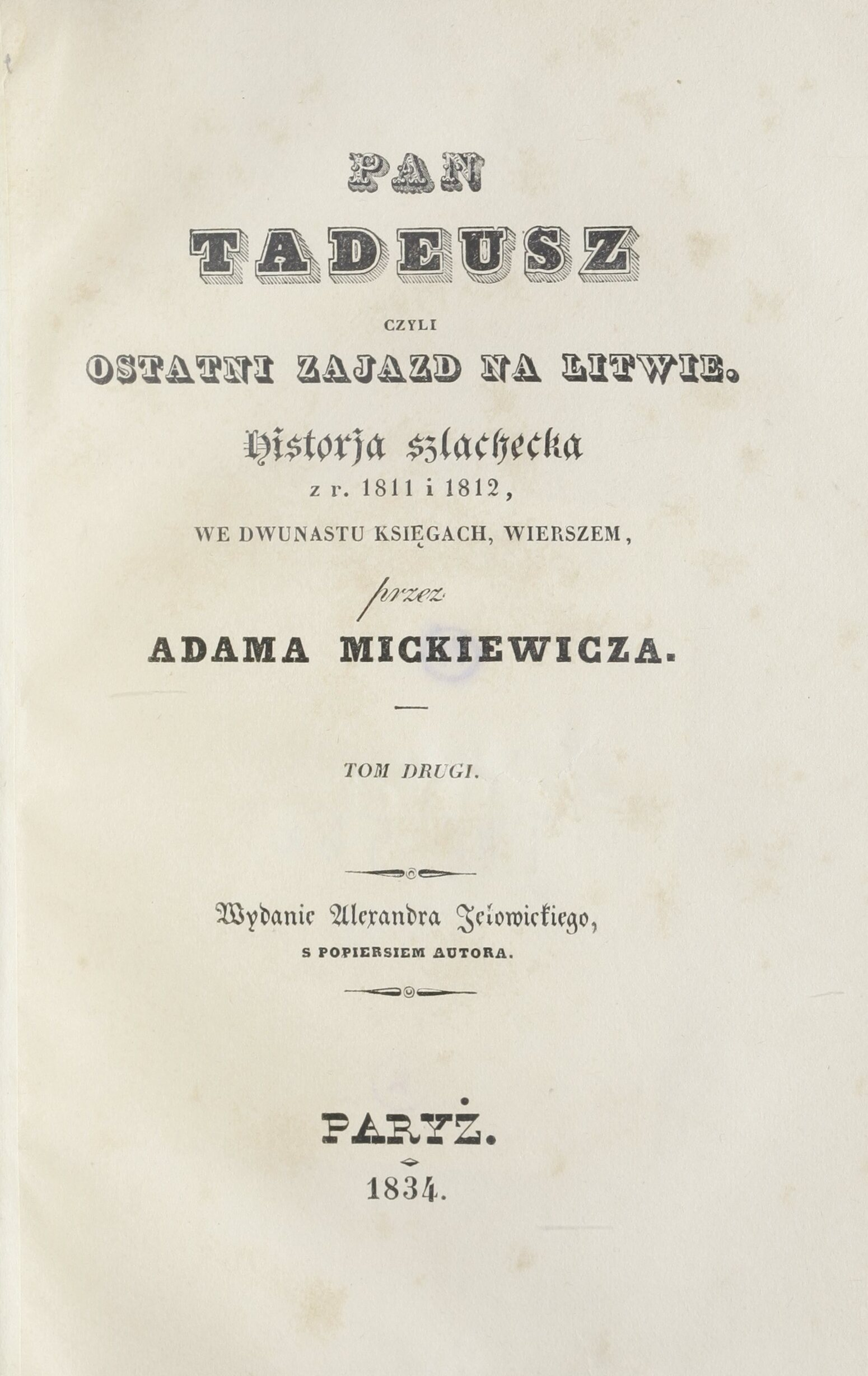
Титульная страница первого издания поэмы А. Мицкевича «Пан Тадеуш»

Новопольский период характеризуется отсутствием резких внутриязыковых изменений и дальнейшим развитием литературного языка — продолжением начатого в предыдущем периоде обогащения его грамматического и лексического состава. Главной тенденцией новопольского периода было стремление к языковой унификации. Начало периода с середины — третьей четверти XVIII века выбрано в связи с событиями экстралингвистического характера — разделами Польши, в результате которых польским государством была утрачена независимость и, как следствие этого, были ограничены сферы функционирования польского языка.
Источниками изучения языка новопольского периода являются польские словари и грамматики, а также многочисленные литературные произведения, созданные со второй половины XVIII века до настоящего времени. Это поэзия и проза С. Трембецкого и И. Красицкого, относящиеся к эпохе Просвещения, которая сменила упадок среднепольского периода; произведения эпохи варшавского классицизма; поэзия польских романтиков — А. Мицкевича, С. Гощинского, Ю. Словацкого; проза XIX века — Ю. Коженёвского, Ю. Крашевского, Г. Сенкевича, Э. Ожешко, В. Реймонта, К. Тетмайера и других; произведения литераторов межвоенного времени; литература современной Польши.
Одна из ранних грамматик новопольского периода — грамматика О. Копчинского (Gramatyka dla szkół narodowych, 1778), созданная по поручению Комиссии по делам образования (Komisja Edukacji Narodowej), — была принята не всеми поляками. Общество друзей науки, не принявшее правил О. Копчинского, в 1827 году сформировало комиссию по реформированию орфографии. Этой комиссией, в работе которой принял участие Ю. Мрозинский, был предложен свод правил, изложенный в труде Rozprawy i wnioski o ortografii polskiej 1830 года. Через полвека новые орфографические правила польского языка были созданы А. Крынским по поручению конференции учёных, редакторов и учителей, состоявшейся в редакции «Варшавской библиотеки» в 1881 году. Данный проект реформы орфографии не приняла Краковская академия наук, в 1891 году ею были созданы свои правила, схожие с правилами комиссии с участием Ю. Мрозинского. Орфография А. Крынского с небольшими изменениями была повсеместно принята только с 1906 года. Следующие изменения правил были разработаны в Кракове на совместном заседании различных научных организаций в 1918 году и утверждены Министерством вероисповеданий и общественного просвещения. Последние изменения польской орфографии были произведены специально созданным Орфографическим комитетом в 1936 году. Они включали следующие правила:
- во всех иностранных словах пишется ia, за исключением позиции после c, z, s, где требуется писать ja (kwestia «вопрос», lekcja «урок»);
- в родительном падеже множественного числа существительных на -ia/-ja пишется -ii/-ji (kwestii «вопросов», lekcji «уроков»);
- в окончании инфинитива пишется c и ć (być «быть», piec «печь»);
- в деепричастиях сохраняется ł (zjadłszy «съев»);
- в иностранных словах пишется ke, ge (kelner «официант», geografia «география»);
- окончания мужского и среднего рода, личных и неличных форм не различаются в творительном и местном падежах единственного числа (-ym/-im) и в творительном падеже множественного числа (-ymi/-imi).

Новопольский период характеризуется рядом фонетических процессов, часть из которых была продолжением процессов предшествующего периода:
- окончательный переход: é > e; ó > u. Буква ó, обозначавшая соответствующий суженный гласный, сохранилась в польском алфавите до настоящего времени;
- утрата ударения на конечном слоге перед энклитикой;
- окончательно устанавливается произношение переднеязычного ł как губно-губного u̯;
- завершение процесса отвердения конечных мягких губных, дольше всего сохранявшихся в Восточных Кресах (до XIX века);
- распространение групп śr, źr;
- появление мягкого звука х́ в глаголах с суффиксами -ywa/-iwa;
- наряду с утратой, произошедшей в среднепольский период, конечного носового ę в настоящее время отмечается тенденция к утрате ą в конце слова, заменяемого на бифонемное сочетание ou̯.

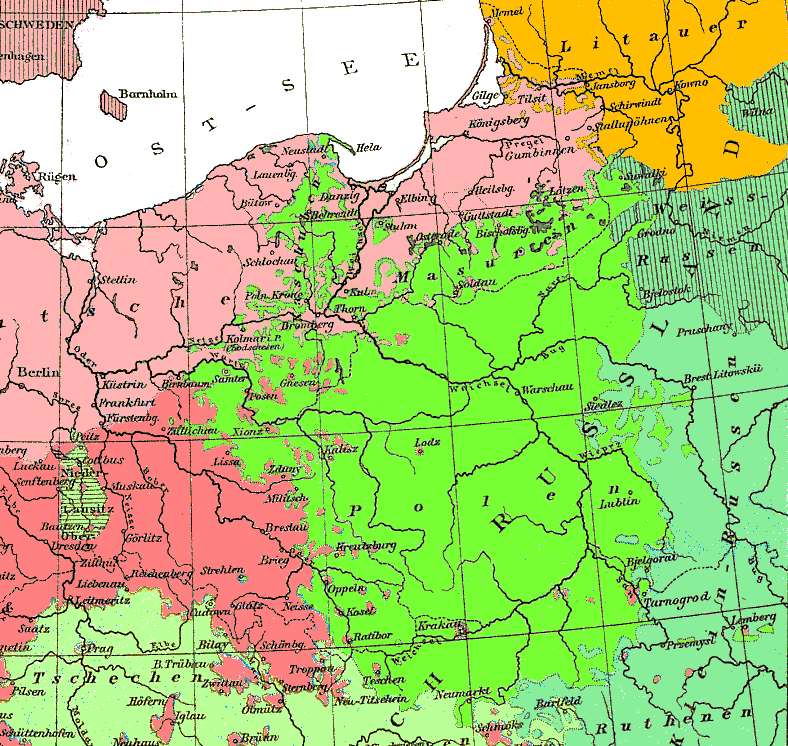
Ареал польского языка в конце XIX века (фрагмент карты, изданной в 1880 году)

Начальный этап новопольского периода до XIX века характеризовался многочисленными заимствованиями из французского языка. В российской части Польши на польский оказал влияние русский язык, в прусской и австрийской частях сохранялось влияние немецкого языка, влияние украинского языка в новопольский период заметно снижалось. Англицизмы, проникавшие в XIX веке в польский язык через французский и немецкий, в XX веке стали заимствоваться непосредственно из английского. Вторая половина XX века отмечается возобновившимся воздействием на польскую лексику русского языка (в основном в публицистическом и разговорном стиле). На рубеже XX—XXI веков основным источником заимствований остался английский язык — из него в польский язык входят слова, относящиеся к сферам науки, искусства, политики, спорта, торговли и т. д. В новопольский период была утрачена активность словообразования с формантами -ł, -ca, -ak, -nik. Сохранили активность, усилили активность или стали продуктивными в определённом стиле форманты -arz (вытеснивший в ряде случаев суффикс -nik — książnik > księgarz «продавец книг»), -ec, -acz, с нулевым суффиксом. Появились новообразования с формантами -ość (существительные), -isk-, -stw-, -ist, -yst, -n- (прилагательные), -ić, -eć (глаголы), а также субстантивные образования с суффиксами -ik и -in-a. В новопольский период распространяется образование существительных с префиксами nad-, niedo-, eks-. Становится активным способ словообразования при помощи словосложения, появляются аббревиатуры (skrótowiec).
С конца XVIII века, после раздела Польши между Российской империей, Австрией и Пруссией, польский неуклонно утрачивает свои позиции в регионе. Французский язык, временно ставший языком элиты, сохранял сильное влияние с начала новопольского периода до середины XIX века. В XIX веке отмечается влияние на литературный язык периферийных диалектов Восточных Кресов. В первой половине XX века после обретения Польшей независимости польский язык расширил сферы государственного функционирования и стал развиваться активнее. В XX веке среди прочих наиболее значительное влияние на польский стал оказывать английский язык, в последние два десятилетия его влияние усиливается. После Второй мировой войны ареал польского языка изменился: в восточной части — в Кресах — число носителей польского сократилось, а в западной и северной частях польский ареал расширился за счёт передачи Польше немецких территорий (Возвращённые земли) и заселения их поляками. В результате ассимиляции, эмиграции и отрицательного естественного прироста число носителей польского языка в конце XX — начале XXI веков сокращается как за пределами, так и в самой Польше.
Современный польский литературный язык является стилистически развитым и стандартизированным в высокой степени — он упорядочен нормами и правилами в орфоэпии, грамматике, лексике и т. д., нормы и правила отражены в наличии множества нормативных словарей, в повышенном внимании общества к культуре речи, в методах школьного преподавания, распространяющих языковую норму.

## Лингвистическая характеристика

### Фонетика и фонология

#### Гласные

Польские гласные (samogłoski)

Вокализм польского языка представлен 5 или 6 гласными фонемами: i, (ɨ), ɛ, a, ɔ, u, различающимися по подъёму и по ряду (гласные заднего ряда — лабиализованные).
Вопрос признания звуков i и ɨ как аллофонов одной фонемы /i/ или как двух самостоятельных фонем является дискуссионным. Звуки i и ɨ никогда не выступают в одинаковых позициях, i отмечается только после мягких согласных, ɨ — только после твёрдых (исключая позиции после k и g, также ɨ отсутствует в позиции абсолютного начала слова). Поэтому часто звук ɨ, характеризующийся ограниченным числом возможных позиций в слове, рассматривается как вариант фонемы i, которую принимают за основную. В то же время высокая частотность употребления ɨ и возможность его произношения в изоляции даёт основание ряду исследователей считать ɨ также самостоятельной фонемой.
В польском языке традиционно выделяют два носовых гласных звука, однако они не являются чистыми носовыми, подобно французским, а представляют собой дифтонги, состоящие из чистого гласного и назализованного лабиовелярного глайда: ɛw͂, ɔw͂. В заимствованных словах этот глайд может факультативно встречаться и после других гласных (a, i, u, ɨ): так, instynkt «инстинкт» может произноситься как [instɨŋkt] и как [iw͂stɨŋkt], а tramwaj «трамвай» как [tramvaj] и как [traw͂vaj]. Подобные бифонемные сочетания встречаются только в середине слова перед фрикативным согласным, в конце слова только в сочетании с ɔ. Таким образом, фонологическая оппозиция назальность/неназальность в польском языке отсутствует, так как носовые являются не самостоятельными фонемами, а сочетаниями чистых гласных с носовыми согласными.
Помимо носовых гласных, в польском языке отмечаются случаи появления назализованных вариантов фонем i, ɨ, ɛ, a, ɔ, u перед носовыми согласными, соседство с которыми вызывает у гласных разной степени силы носовой резонанс. Звуки ĩ, ỹ, ẽ, ã, õ, ũ могут выступать как внутри, так и в начале слова, из соседних с ними согласных по крайней мере один может быть твёрдым: interes [ĩnteres] «дело», «интерес», kino [kĩno] «кино», rym [rỹm] «рифма», enklawa [ẽɳklawa] «анклав», ten [tẽn] «этот», amfora [ãũ̯fora] «амфора», tam [tãm] «там», ona [õna] «она», sum [sũm] «сом», duński [dũɪ̯̃s’ḱi] «датский».
В соседстве с палатальными согласными отмечается передвижение гласных в переднюю зону. Фонемы ɛ, a, ɔ, u в положении между мягкими согласными представлены позиционными вариантами ė, ä, ȯ, ü: nieść [ńėść] «нести», siać [śäć] «сеять», ciocia [ćȯća] «тётя», judzić [ɪ̯üʒ́ɪć] «подстрекать»; между мягкими согласными, одна из которых носовая (перед [ń] и [ɪ̯̃]), отмечаются назализованные варианты гласных ė̃, ä̃, ȯ̃, ü̃: odzienie [oʒ́ė̃ńe] «одежда», pianino [p’ɪ̯ä̃ńĩno] «пианино», joński [ɪ̯ȯ̃ɪ̯̃s’ḱi] «ионический», junior [ɪ̯ü̃ńor] «младший». В прошлом звуки ė, ä, ȯ, называемые суженными (pochylony, ścieśniony), возникшие в XVI веке на месте долгих гласных, являлись самостоятельными фонемами до начала новопольского периода.
В заимствованных словах отмечается наличие дифтонгов [au̯], [eu̯], отсутствующих в исконно польских словах: auto «автомобиль», autor «автор», Europa «Европа».

#### Согласные
Согласные (spółgłoski) польского языка (в скобки взяты позиционные варианты фонем). Слева приведены глухие согласные, справа — звонкие:
| Способ артикуляции ↓     | Губно- губные | Губно- зубные | Зубные        | Альв.        | Палат. | Заднеяз.  |
| Взрывные                 | p b pʲ bʲ     |               | t d (tʲ) (dʲ) |              |        | k g kʲ gʲ |
| Носовые                  | m mʲ          |               | n             |              | ɲ      | (ŋ) (ŋʲ)  |
| Дрожащие                 |               |               |               | r (rʲ)       |        |           |
| Аффрикаты                |               |               | t͡s d͡z         | ʧ dʒ         | t͡ɕ d͡ʑ  |           |
| Фрикативные              |               | f fʲ v vʲ     | s z (sʲ) (zʲ) | ʃʒ (ʃʲ) (ʒʲ) | ɕ ʑ    | x xʲ      |
| Скользящие аппроксиманты | w (wʲ)        |               |               |              | j      |           |
| Боковые                  |               |               |               | l (lʲ)       |        |           |

Звуки tʲ, dʲ, sʲ, zʲ, ʃʲ, ʒʲ, rʲ появляются только в заимствованиях: plastik «пластик», «пластмасса», diwa «дива», «звезда», sinus «синус», zirytować «рассердить», suszi «суши», żigolak «альфонс», riposta «ответный удар». Звук lʲ является позиционным вариантом фонемы l в положении перед i и j. Звуки ŋ и ŋʲ выступают в качестве позиционных вариантов фонемы n перед заднеязычными.
Согласные составляют пары по звонкости/глухости (кроме сонорных и глухой х) и твёрдости/мягкости.
Звонкие согласные оглушаются в положении перед глухими: główka [gu̯ufka] «головка», но głowa [gu̯ova] «голова»; глухие озвончаются в положении перед звонкими: prośba [proźba] «просьба», но prosić [prośić] «просить» (регрессивная ассимиляция). Исключение составляет позиция перед v и ž (на письме w и rz), в которой глухие согласные оглушают соседние звонкие согласные (прогрессивная ассимиляция): świat [śf’at] «свет», «мир», twoja [tfoɪ̯a] «твоя»; przód [pšut] «перед», krzak [kšak] «куст».
Звонкие парные согласные оглушаются в позиции на конце слова: stóg [stuk] «стог», но przy stogu [pšy stogu] «возле стога».
В ряде случаев произношение глухого варианта сонорного или даже его редукция могут быть обусловлены его позицией между глухими согласными и после глухого на конце слова: wiatr [v’atŗ] «ветер», krwawy [kŗfavy] «кровавый», myśl [myśļ]/[myś] «мысль», poszedł [pošetu̯]/[pošet] «(он) пошёл».
На стыке слов перед последующим шумным согласным происходят оглушение звонких и озвончение глухих согласных: róg stołu [ruk‿stou̯u] «угол стола», jak dobrze [ɪ̯ag‿dobže] «как хорошо». Перед последующим сонорным или гласным возможны как звонкий, так и глухой типы межсловной фонетики (fonetyka międzywyrazowa). В южной и западной частях Польши (в познанском и краковском вариантах литературного произношения, а также в диалектной речи Великопольши, Малопольши и Силезии) конечный глухой согласный озвончается (wymowa udźwięczniająca): brat ojca [brad‿oɪ̯ca] «брат отца», kot rudy [kod‿rudy] «рыжий кот». На остальной территории Польши (в варшавском варианте произношения и в мазовецком диалекте) действуют общие правила произношения согласных в конце слова — согласный оглушается (wymowa nieudźwięczniająca): brat ojca [brat‿oɪ̯ca], kot rudy [kot‿rudy]. Литературная норма допускает оба варианта произношения. Звонкий тип межсловной фонетики в предложно-падежных сочетаниях отмечается на всей территории Польши: pod oknem [pod‿oknem] «под окном».
Регрессивной ассимиляции по мягкости могут подвергаться фрикативные s, z: spać «спать», но śpię «(я) сплю».
Мягкие губные не могут находиться перед другим согласным или на конце слова. При этом в современном польском литературном языке всё шире распространяется асинхронное произношение мягкости у губных (когда палатальная артикуляция запаздывает по отношению к лабиальной), наиболее оно заметно перед гласными непереднего ряда, менее перед e и совсем отсутствует перед i: piasek [p’ɪ̯asek] «песок», biały [b’ɪ̯au̯y] «белый», wieś [v’ɪ̯ėś] «деревня», miasto [m’ɪ̯asto] «город» или [p’ɪ̯asek], [b’ɪ̯au̯y], [v’ɪ̯ėś], [m’ɪ̯asto].
В польском языке возможны сочетания до четырёх согласных в начале слова (źdźbło [źǯbu̯o] «стебель») и до пяти согласных в середине и конце слова (przestępstwo [pšestempstfo] «преступление»). В ряде слов и форм сочетания согласных упрощаются: jabłko [ɪ̯apko] «яблоко», sześćset [šeɪ̯set] «шестьсот», warszawski [varšask’i] «варшавский».

#### Просодия
Ударение в польском языке — динамическое, словесное ударение — фиксированное (парокситоническое) — почти всегда падает на предпоследний слог в слове: ˈgałąź («ветка») — gaˈłązka («веточка») — rozgałęˈziony («разветвлённый»). Исключения составляют следующие случаи:
- в формах глаголов множественного числа прошедшего времени изъявительного наклонения, заканчивающихся на -śmy, -ście; в формах глаголов сослагательного наклонения; в некоторых формах сложных числительных ударение падает на третий или четвёртый слог от конца слова: wiˈdzieliśmy/wiˈdziałyśmy («мы видели»), ˈbylibyśmy/ˈbyłybyśmy («мы были бы»), ˈsześciuset («шестисот»);
- в греко-латинских заимствованиях на -yka/-ika, -yk/-ik ударение падает на третий от конца слог: graˈmatyka («грамматика»), teoˈretykom («теоретиками»);
- ударение ставится на третий слог также в ряде таких слов, как rzeczposˈpolita («республика»), uni’wersytet («университет»), ˈocean («океан»), ˈw ogóle («вообще») и т. д.;
- на последний слог ударение падает в некоторых заимствованиях и аббревиатурах[116].

В разговорной речи есть сильная тенденция ставить ударение на второй слог от конца во всех типах форм и слов. В многосложных словах возможно второстепенное инициальное ударение (на первом слоге), ярко проявляющееся, например, в ораторской речи и при эмфазе: ˌekonoˈmiczny («экономический»), а также как влияние чешского и словацкого языков (где принято ударение на первый слог) в приграничных говорах Верхней Силезии и Малой Польши — так называемое ˌpodskakiˈwanie («подпрыгивание»). Примыкающие к полнозначным словам энклитики (частица się, местоименные краткие формы, частицы и подвижные личные окончания) всегда безударные; отрицательная частица nie и предлоги, находящиеся в позиции перед односложными словами, могут находиться под ударением: ˈnie wiem («не знаю»), ˈdo was («к вам»), ˈbez nich («без них»), koˈło mnie («возле меня») и т. п.

### Морфология
Традиционно в польском языке выделяют десять частей речи: имя существительное (rzeczownik), имя прилагательное (przymiotnik), имя числительное (liczebnik), местоимение (zaimek), наречие (przysłówek), глагол (czasownik), предлог (przyimek), союз (spójnik), частица (partykuła), междометие (wykrzyknik).
Грамматическая традиция выделяет в польском три рода: мужской (rodzaj męski), женский (rodzaj żeński) и средний (rodzaj nijaki). В. Маньчак выделяет пять родов, разделяя мужской на лично-мужской (męskoosobowy), животно-мужской (męskozwierzęcy) и вещно-мужской (męskorzeczowy). У слов лично-мужского рода винительный падеж равен родительному в обоих числах; у слов животно-мужского только в единственном, во множественном — именительному; у слов вещно-мужского в обоих числах — именительному.
У склоняемых частей речи выделяется шесть падежей и звательная форма, традиционно тоже считающаяся падежом:
- именительный — mianownik (от mianować — называть, именовать);
- родительный — dopełniacz (от dopełniać — дополнять);
- дательный — celownik (от cel — цель);
- винительный — biernik (от brać — брать);
- творительный — narzędnik (от narzędzie — орудие);
- местный — miejscownik (от miejsce — место);
- звательный — wołacz (от wołać — звать).

В современных польских грамматиках и учебниках звательный падеж ставится на последнее место, но раньше он занимал пятое, после винительного.
Кроме того, выделяют категорию депрециативности, которая выражается в наличии у существительных лично-мужского рода особых форм в именительном и звательном падежах множественного числа: urzędniki вместо urzędnicy «чиновники», łotry вместо łotrzy «мерзавцы». Такие формы, как правило, являются маркированными и выражают презрение или неуважение. От некоторых существительных можно образовать только депрециативные формы: darmozjady «дармоеды», grubasy «толстяки». Не у всех существительных подобные формы имеют отрицательную окраску, у некоторых они нейтральны: zuchy «молодцы», wnuki «внуки», chłopaki «парни». Депрециативная форма существительного требует и депрециативных форм согласующихся с ней других членов предложения: te dwa łotry przeklęte uciekły при недепрециативной форме ci dwaj łotrzy przeklęci uciekli «эти два проклятых мерзавца сбежали».

#### Имя существительное
Существительное в польском языке обладает словоизменительными категориями числа и падежа, классифицирующими категориями рода, одушевлённости и мужского лица (последние три в современных грамматиках объединяются в категорию рода).
Современное польское существительное имеет только два числа — единственное (liczba pojedyncza) и множественное (liczba mnoga). Однако сохранились некоторые реликты двойственного числа (liczba podwójna) — ręce (руки) вместо *ręki и rękoma (руками) наряду с rękami. Кроме того, остатки двойственного числа можно найти во фразеологизмах, например, mądrej głowie dość dwie słowie («умной голове хватит (и) двух слов»), где словосочетание dwie słowie — яркий пример застывшей формы двойственного числа в функции множественного (нормальное множественное — dwa słowa). Как и в русском языке, есть существительные singularia tantum, имеющие только единственное число, и pluralia tantum, имеющие только множественное.
Звательный падеж в обращении по имени имеет тенденцию вытесняться именительным.
Склонение существительных женского рода:
|              | Твёрдый подтип | Твёрдый подтип | Мягкий подтип | Мягкий подтип | Мягкий подтип | Мягкий подтип | Мягкий подтип | Мягкий подтип | Мягкий подтип | Мягкий подтип |
|              | ед. ч.         | мн. ч.         | ед. ч.        | мн. ч.        | ед. ч.        | мн. ч.        | ед. ч.        | мн. ч.        | ед. ч.        | мн. ч.        |
| ------------ | -------------- | -------------- | ------------- | ------------- | ------------- | ------------- | ------------- | ------------- | ------------- | ------------- |
| Именительный | żona           | żony           | ziemia        | ziemie        | gospodyni     | gospodynie    | noc           | noce          | nić           | nici          |
| Родительный  | żony           | żon            | ziemi         | ziem          | gospodyni     | gospodyń      | nocy          | nocy          | nici          | nici          |
| Дательный    | żonie          | żonom          | ziemi         | ziemiom       | gospodyni     | gospodyniom   | nocy          | nocom         | nici          | niciom        |
| Винительный  | żonę           | żony           | ziemię        | ziemie        | gospodynię    | gospodynie    | noc           | noce          | nić           | nici          |
| Творительный | żoną           | żonami         | ziemią        | ziemiami      | gospodynią    | gospodyniami  | nocą          | nocami        | nicią         | nićmi         |
| Местный      | żonie          | żonach         | ziemi         | ziemiach      | gospodyni     | gospodyniach  | nocy          | nocach        | nici          | niciach       |
| Звательный   | żono           | żony           | ziemio        | ziemie        | gospodyni     | gospodynie    | nocy          | noce          | nici          | nici          |

В дательном и местном падежах единственного числа перед окончанием -e губные согласные смягчаются, а остальные чередуются следующим образом: t//ć (herbata — herbacie), d//dź (broda — brodzie), s//ś (rzęsa — rzęsie), z//ź (łza — łzie), n//ń(żona — żonie), r//rz (góra — górze), ł//l (siła — sile), k//c (rzeka — rzece), g//dz (droga — drodze), ch//sz (cecha — cesze), st//ść (pasta — paście), sł//śl (Wisła — Wiśle), zd//źdź (bruzda — bruździe), sn//śń (wiosna — wiośnie). При этом гласный a в корне может чередоваться с e (по лехитской перегласовке). 
Склонение существительных среднего рода:
|              | Твёрдый подтип | Твёрдый подтип | Мягкий подтип | Мягкий подтип | Мягкий подтип | Мягкий подтип | Мягкий подтип | Мягкий подтип |            |            |          |           |
|              | ед. ч.         | мн. ч.         | ед. ч.        | мн. ч.        | ед. ч.        | мн. ч.        | ед. ч.        | мн. ч.        | ед. ч.     | мн. ч.     | ед. ч.   | мн. ч.    |
| ------------ | -------------- | -------------- | ------------- | ------------- | ------------- | ------------- | ------------- | ------------- | ---------- | ---------- | -------- | --------- |
| Именительный | drzewo         | drzewa         | zebranie      | zebrania      | półrocze      | półrocza      | jabłko        | jabłka        | kurczę     | kurczęta   | akwarium | akwaria   |
| Родительный  | drzewa         | drzew          | zebrania      | zebrań        | półrocza      | półroczy      | jabłka        | jabłek        | kurczęcia  | kurcząt    | akwarium | akwariów  |
| Дательный    | drzewu         | drzewom        | zebraniu      | zebraniom     | półroczu      | półroczom     | jabłku        | jabłkom       | kurczęciu  | kurczętom  | akwarium | akwariom  |
| Винительный  | drzewo         | drzewa         | zebranie      | zebrania      | półrocze      | półrocza      | jabłko        | jabłka        | kurczę     | kurczęta   | akwarium | akwaria   |
| Творительный | drzewem        | drzewami       | zebraniem     | zebraniami    | półroczem     | półroczami    | jabłkiem      | jabłkami      | kurczęciem | kurczętami | akwarium | akwariami |
| Местный      | drzewie        | drzewach       | zebraniu      | zebraniach    | półroczu      | półroczach    | jabłku        | jabłkach      | kurczęciu  | kurczętach | akwarium | akwariach |
| Звательный   | drzewo         | drzewa         | zebranie      | zebrania      | półrocze      | półrocza      | jabłko        | jabłka        | kurczę     | kurczęta   | akwarium | akwaria   |

Склонение существительных мужского рода:
|              | Твёрдый тип | Твёрдый тип | Твёрдый тип | Твёрдый тип | Твёрдый тип | Твёрдый тип | Мягкий тип | Мягкий тип | Мягкий тип | Мягкий тип | Мягкий тип | Мягкий тип |
|              | ед. ч.      | мн. ч.      | ед. ч.      | мн. ч.      | ед. ч.      | мн. ч.      | ед. ч.     | мн. ч.     | ед. ч.     | мн. ч.     | ед. ч.     | мн. ч.     |
| ------------ | ----------- | ----------- | ----------- | ----------- | ----------- | ----------- | ---------- | ---------- | ---------- | ---------- | ---------- | ---------- |
| Именительный | chłop       | chłopi      | ptak        | ptaki       | fonem       | fonemy      | widz       | widzowie   | słoń       | słonie     | kraj       | kraje      |
| Родительный  | chłopa      | chłopów     | ptaka       | ptaków      | fonemu      | fonemów     | widza      | widzów     | słonia     | słoni      | kraju      | krajów     |
| Дательный    | chłopu      | chłopom     | ptakowi     | ptakom      | fonemowi    | fonemom     | widzowi    | widzom     | słoniowi   | słoniom    | krajowi    | krajom     |
| Винительный  | chłopa      | chłopów     | ptaka       | ptaki       | fonem       | fonemy      | widza      | widzów     | słonia     | słoni      | kraj       | kraje      |
| Творительный | chłopem     | chłopami    | ptakiem     | ptakami     | fonemem     | fonemami    | widzem     | widzami    | słoniem    | słoniami   | krajem     | krajami    |
| Местный      | chłopie     | chłopach    | ptaku       | ptakach     | fonemie     | fonemach    | widzu      | widzach    | słoniu     | słoniach   | kraju      | krajach    |
| Звательный   | chłopie     | chłopi      | ptaku       | ptaki       | fonemie     | fonemy      | widzu      | widzowie   | słoniu     | słonie     | kraju      | kraje      |

- В форме Р. п. ед. ч. мужского рода окончание -a принимают одушевлённые существительные, названия игр, танцев, сосудов, месяцев, фруктов, грибов, орудий, мер: pies — psa, hokej — hokeja, walc — walca, płaszcz — płaszcza, brzuch — brzucha, maj — maja, wzmacniacz — wzmacniacza (суффикс -acz). Окончание -u — большинство заимствований, не подпадающих под вышеперечисленные категории, а также названия дней недели, абстрактные, вещественные и отглагольные существительные: bank — banku, poniedziałek — poniedziałku, ból «боль» — bólu, miód «мёд» — miodu, lot «полёт» — lotu[131];
- В форме Д. п. ед. ч. подавляющее большинство существительных первого склонения имеет окончание -owi. Исключения — pan, brat, chłopiec, świat, czort, diabeł, kot, lew, pies, Bóg — окончание -u[132];
- В М. п. ед. ч. окончание -e принимают существительные с основой на так называемые этимологически твёрдые согласные b, p, w, f, m, n, ł, r, s, z, d, t. Первые 6 согласных просто смягчаются, остальные чередуются со своими морфологически мягкими соответствиями (мягкими и отвердевшими согласными): ł — l, r — rz, s — ś, z — ź, d — dź, t — ć. Окончание -u принимают существительные с основой на -k, -g, -c, -rz, -cz, -dz, -dź, -l, -ć, -ś, -ź, -ż, -ń. Исключение составляют слова pan, syn и dom, у которых в местном единственного присоединяется окончание -u[133];
- Форма звательного падежа совпадает с местным, за некоторыми исключениями: Bóg — (o) Bogu — Boże![134];
- В форме именительного падежа множественного числа окончание -e получают существительные с основами на мягкие и отвердевшие согласные (кроме лично-мужских на -ec: Niemiec «немец» — Niemcy, krawiec «портной» — krawcy): wzmacniacz «усилитель» — wzmacniacze, rabuś «разбойник» — rabusie. Окончание -owie принимают мужские фамилии, названия некоторых профессий, титулов, национальностей, имён родства (aptekarz «аптекарь» — aptekarzowie, Belg «бельгиец» — Belgowie, mąż «муж» — mężowie). Большинство существительных получают в этой форме флексию -i/y. Это имена с основой на этимологически твёрдый согласный; при этом лично-мужские существительные получают окончание -i (после отвердевших -y), а конечный согласный основы чередуется с морфологически мягким соответствием (у k это c, у g — dz, у h и ch — ś): chłop «крестьянин» — chłopi, Polak — Polacy, filolog — filolodzy, Włoch «итальянец» — Włosi. Нелично-мужские и неодушевлённые существительные на твёрдый согласный получают флексию -y без чередований: pies — psy, stół — stoły[135].

#### Имя прилагательное
Прилагательные в польском языке согласуются с существительными по роду, числу, падежу, одушевлённости-неодушевлённости и категории мужского лица.
В единственном числе формы прилагательных женского рода противопоставлены формам мужского и среднего рода (различия между последними отмечаются только в именительном и винительном падежах). Во множественном числе при отсутствии различий по родам существует противопоставление прилагательных, согласуемых с лично-мужскими существительными мужского рода, и прилагательных, согласуемых с существительными женского, среднего рода и нелично-мужскими существительными мужского рода.
Склонение прилагательных nowy «новый» и tani «дешёвый»:
| Падеж        | Падеж        | Единственное число | Единственное число | Единственное число | Множественное число | Множественное число |
| Падеж        | Падеж        | Мужской род        | Средний род        | Женский род        | Лично-муж.          | Нелично-муж.        |
| ------------ | ------------ | ------------------ | ------------------ | ------------------ | ------------------- | ------------------- |
| Именительный | Именительный | nowy/tani          | nowe/tanie         | nowa/tania         | nowi/tani           | nowe/tanie          |
| Родительный  | Родительный  | nowego/taniego     | nowego/taniego     | nowej/taniej       | nowych/tanich       | nowych/tanich       |
| Дательный    | Дательный    | nowemu/taniemu     | nowemu/taniemu     | nowej/taniej       | nowym/tanim         | nowym/tanim         |
| Винительный  | неодуш.      | nowy/tani          | nowe/tanie         | nową/tanią         | nowych/tanich       | nowe/tanie          |
| Винительный  | одуш.        | nowego/taniego     | nowe/tanie         | nową/tanią         | nowych/tanich       | nowe/tanie          |
| Творительный | Творительный | nowym/tanim        | nowym/tanim        | nową/tanią         | nowymi/tanimi       | nowymi/tanimi       |
| Местный      | Местный      | nowym/tanim        | nowym/tanim        | nowej/taniej       | nowych/tanich       | nowych/tanich       |

По типу прилагательных склоняются также существительные отадъективного происхождения (определённого вида фамилии, имена, названия профессий, топонимы и т. п.), порядковые числительные, причастия и родовые местоимения.
При склонении прилагательных в ряде случаев отмечаются чередования в основе. В лично-мужской форме именительного падежа множественного числа у прилагательных с основой на мягкий и отвердевший согласный чередование происходит только в основе на -sz — sz//ś (возможно также чередование ż//ź), формы остальных прилагательных с основой на мягкий и отвердевший согласный образуются без изменений в основе. Для данных прилагательных характерно наличие окончания -i (-y после отвердевших). В основах прилагательных на твёрдый согласный чередуются: n//n(i), m//m(i), p//p(i), b//b(i), w//w(i), t//c(i), d//dz(i), s//s(i), ł//l(i), r//rz(y), k//c(y), g//dz(y), st//ść, sł//śl, ch//s(i). Все формы прилагательных в данном случае образуются с помощью окончания -i (за исключением прилагательных с основами на r, k, g с окончанием -y). Кроме того, могут отмечаться чередования гласного основы — o//e. В основах на заднеязычные согласные k, g формы прилагательных именительного, винительного и творительного падежей женского рода образуются с твёрдым согласным, все остальные формы во всех родах — с мягким согласным.
Степени сравнения прилагательных
Для качественных прилагательных характерны особые склоняемые формы степеней сравнения: прилагательные положительной степени (stopień równy) и образуемые от них прилагательные сравнительной (stopień wyższy) и превосходной степеней (stopień najwyższy).
Степени сравнения образуются морфологическим (суффиксальным) и аналитическим (описательным) способами:
- при морфологическом способе сравнительная степень прилагательных образуется при помощи суффикса -(ej)sz- и окончаний соответствующего рода, прибавляемых к основе положительной степени: ładny «красивый» — ładniejszy, ładniejsza, ładniejsze; twardy «твёрдый» — twardszy, twardsza, twardsze. У прилагательных с суффиксами -k-, -ek-, -ok- сравнительная степень образуется присоединением -sz- к корню: głęboki «глубокий» — głębszy, głębsza, głębsze. Для ряда прилагательных отмечаются формы как с суффиксом -ejsz-, так и -sz-: czysty «чистый» — czystszy/czyściejszy и т. п. Для согласных на конце основы возможны чередования: ł//l, n//ń, s//ż, g//ż, r//rz, st//ść, sn//śń и другие, также возможно чередование гласных в основе: o//e, a//e, ą//ę, e//ø. Некоторые прилагательные имеют супплетивные формы сравнительной степени: dobry «хороший» — lepszy, lepsza, lepsze; zły «плохой» — gorszy, gorsza, gorsze и другие. Превосходная степень образуется прибавлением префикса naj- к форме прилагательного сравнительной степени: ładny — ładniejszy — najładniejszy; wesoły «весёлый» — weselszy — najweselszy; dobry — lepszy — najlepszy;
- при аналитическом способе сравнительная степень прилагательных образуется сочетанием положительной степени прилагательного со словом bardziej (от bardzo «очень»): jasny «светлый» — bardziej jasny. Превосходная степень образуется сочетанием положительной степени прилагательного со словом najbardziej: jasny — najbardziej jasny. Аналитическим способом образуется так называемая уменьшительная степень — сочетанием положительной степени прилагательного со словами mniej и najmniej: niski «низкий» — mniej niski «менее низкий» и najmniej niski «наименее низкий»[144].

Краткие формы прилагательных
Некоторые прилагательные в форме мужского рода единственного числа могут образовывать особые краткие несклоняемые формы (rzeczownikowe formy przymiotników, formy predykatywne): gotowy «готовый» — jest gotowy/gotów, zdrowy «здоровый» — jest zdrowy/zdrów, pełny «полный» — jest pełny/pełen. Ряд прилагательных выступают только в таких кратких формах: rad «рад», wart «стоит».

#### Числительное
Выделяются следующие разряды числительных (liczebnik):
- количественные (główne): jeden «один», dwa «два», trzy «три»;
- порядковые (porządkowe): pierwszy «первый», drugi «второй», trzeci «третий»;
- дробные (ułamkowe): pół «пол-», półtora «полтора», ćwierć «четверть»;
- собирательные (zbiorowe): dwoje «двое», troje «трое», czworo «четверо»;
- многообразные (wielorakie): trojaki «троякий», sześcioraki;
- многократные (wielokrotne): trzykrotny «трёхкратный», stokrotny «стократный»;
- множественные (mnożne): potrójny «тройной», poczwórny «четверной»;
- неопределённые (nieokreślone): kilka «несколько», kilkadziesiąt «несколько десятков».

Числительные изменяются по родам и падежам. Кроме того, числительные dwa, trzy и cztery могут иметь в лично-мужском роде депрециативные и недепрециативные формы: dwaj chłopi и dwa chłopy.
Числительные не изменяются по числам. Кажущимся исключением является jeden, однако формы множественного числа jedni и jedne «одни» являются формами местоимения, а не числительного, либо формами, согласующимися с существительными pluralia tantum (jedne sanie «одни сани») и, соответственно, в рамках одной парадигмы имеющими формы только одного числа — множественного. Подобным кажущимся исключением являются слова tysiąc, milion, miliard, bilion, которые имеют множественное число в сочетаниях с числительными (dwa tysiące «две тысячи»), но в такой ситуации они сами являются не числительными, а существительными.
Числительные от одного до двадцати одного:
|                       | Количественные                              | Количественные    | Порядковые          | Собирательные    |
| Нелично-мужские формы | Лично-мужские формы                         |                   | Порядковые          | Собирательные    |
| --------------------- | ------------------------------------------- | ----------------- | ------------------- | ---------------- |
| 1                     | jeden (м. р.), jedna (ж. р.), jedno (с. р.) |                   | pierwszy            |                  |
| 2                     | dwa (м. р., с. р.), dwie (ж. р.)            | dwaj, dwóch       | drugi               | dwoje            |
| 3                     | trzy                                        | trzej, trzech     | trzeci              | troje            |
| 4                     | cztery                                      | czterej, czterech | czwarty             | czworo           |
| 5                     | pięć                                        | pięciu            | piąty               | pięcioro         |
| 6                     | sześć                                       | sześciu           | szósty              | sześcioro        |
| 7                     | siedem                                      | siedmiu           | siódmy              | siedmioro        |
| 8                     | osiem                                       | ośmiu             | ósmy                | ośmioro          |
| 9                     | dziewięć                                    | dziewięciu        | dziewiąty           | dziewięcioro     |
| 10                    | dziesięć                                    | dziesięciu        | dziesiąty           | dziesięcioro     |
| 11                    | jedenaście                                  | jedenastu         | jedenasty           | jedenaścioro     |
| 12                    | dwanaście                                   | dwunastu          | dwunasty            | dwanaścioro      |
| 13                    | trzynaście                                  | trzynastu         | trzynasty           | trzynaścioro     |
| 14                    | czternaście                                 | czternastu        | czternasty          | czternaścioro    |
| 15                    | piętnaście                                  | piętnastu         | piętnasty           | piętnaścioro     |
| 16                    | szesnaście                                  | szesnastu         | szesnasty           | szesnaścioro     |
| 17                    | siedemnaście                                | siedemnastu       | siedemnasty         | siedemnaścioro   |
| 18                    | osiemnaście                                 | osiemnastu        | osiemnasty          | osiemnaścioro    |
| 19                    | dziewiętnaście                              | dziewiętnastu     | dziewiętnasty       | dziewiętnaścioro |
| 20                    | dwadzieścia                                 | dwudziestu        | dwudziesty          | dwadzieścioro    |
| 21                    | dwadzieścia jeden                           | dwudziestu jeden  | dwudziesty pierwszy |                  |

Числительные от тридцати до миллиарда:
|                       | Количественные      | Количественные     | Порядковые           | Собирательные        |
| Нелично-мужские формы | Лично-мужские формы |                    | Порядковые           | Собирательные        |
| --------------------- | ------------------- | ------------------ | -------------------- | -------------------- |
| 30                    | trzydzieści         | trzydziestu        | trzydziesty          | trzydzieścioro       |
| 40                    | czterdzieści        | czterdziestu       | czterdziesty         | czterdzieścioro      |
| 50                    | pięćdziesiąt        | pięćdziesięciu     | pięćdziesiąty        | pięćdziesięcioro     |
| 60                    | sześćdziesiąt       | sześćdziesięciu    | sześćdziesiąty       | sześćdziesięcioro    |
| 70                    | siedemdziesiąt      | siedemdziesięciu   | siedemdziesiąty      | siedemdziesięcioro   |
| 80                    | osiemdziesiąt       | osiemdziesięciu    | osiemdziesiąty       | osiemdziesięcioro    |
| 90                    | dziewięćdziesiąt    | dziewięćdziesięciu | dziewięćdziesiąty    | dziewięćdziesięcioro |
| 100                   | sto                 | stu                | setny                |                      |
| 101                   | sto jeden           | stu jeden          | sto pierwszy         |                      |
| 200                   | dwieście            | dwustu             | dwusetny, dwóchsetny |                      |
| 300                   | trzysta             | trzystu            | trzechsetny          |                      |
| 400                   | czterysta           | czterystu          | czterechsetny        |                      |
| 500                   | pięćset             | pięciuset          | pięćsetny            |                      |
| 600                   | sześćset            | sześciuset         | sześćsetny           |                      |
| 700                   | siedemset           | siedmiuset         | siedemsetny          |                      |
| 800                   | osiemset            | ośmiuset           | osiemsetny           |                      |
| 900                   | dziewięćset         | dziewięciuset      | dziewięćsetny        |                      |
| 1000                  | tysiąc              |                    | tysięczny            |                      |
| 1 000 000             | milion              |                    | milionowy            |                      |
| 2 000 000             | dwa miliony         |                    | dwumilionowy         |                      |
| 1 000 000 000         | miliard             |                    | miliardowy           |                      |

Склонение числительного «один»:
| Падеж        | Падеж        | Единственное число | Единственное число | Единственное число | Множественное число | Множественное число   |
| Падеж        | Падеж        | Мужской род        | Средний род        | Женский род        | Лично-мужские формы | Нелично-мужские формы |
| ------------ | ------------ | ------------------ | ------------------ | ------------------ | ------------------- | --------------------- |
| Именительный | Именительный | jeden              | jedno              | jedna              | jedni               | jedne                 |
| Родительный  | Родительный  | jednego            | jednego            | jednej             | jednych             | jednych               |
| Дательный    | Дательный    | jednemu            | jednemu            | jednej             | jednym              | jednym                |
| Винительный  | неодуш.      | jeden              | jedno              | jedną              | jednych             | jedne                 |
| Винительный  | одуш.        | jednego            | jedno              | jedną              | jednych             | jedne                 |
| Творительный | Творительный | jednym             | jednym             | jedną              | jednymi             | jednymi               |
| Местный      | Местный      | jednym             | jednym             | jednej             | jednych             | jednych               |

Склонение числительных «два», «три», «четыре», «пять»:
| Падеж        | Два                 | Два                                 | Два             | Три                 | Три                   | Четыре              | Четыре                | Пять                | Пять                  |
| Падеж        | Лично-мужские формы | Средний род и нелично-мужская форма | Женский род     | Лично-мужские формы | Нелично-мужские формы | Лично-мужские формы | Нелично-мужские формы | Лично-мужские формы | Нелично-мужские формы |
| ------------ | ------------------- | ----------------------------------- | --------------- | ------------------- | --------------------- | ------------------- | --------------------- | ------------------- | --------------------- |
| Именительный | dwaj, dwóch, dwu    | dwa                                 | dwie            | trzej               | trzy                  | czterej             | cztery                | pięciu              | pięć                  |
| Родительный  | dwóch, dwu          | dwóch, dwu                          | dwóch, dwu      | trzech              | trzech                | czterech            | czterech              | pięciu              | pięciu                |
| Дательный    | dwóm, dwom, dwu     | dwóm, dwom, dwu                     | dwóm, dwom, dwu | trzem               | trzem                 | czterem             | czterem               | pięciu              | pięciu                |
| Винительный  | dwóch               | dwa                                 | dwie            | trzech              | trzy                  | czterech            | cztery                | pięciu              | pięć                  |
| Творительный | dwoma               | dwoma                               | dwiema, dwoma   | trzema              | trzema                | czterema            | czterema              | pięcioma, pięciu    | pięcioma, pięciu      |
| Местный      | dwóch, dwu          | dwóch, dwu                          | dwóch, dwu      | trzech              | trzech                | czterech            | czterech              | pięciu              | pięciu                |

Собирательные числительные имеют ограниченную сочетаемость. Они могут употребляться только в следующих ситуациях:
- с лично-мужскими существительными в случае, если группа, о которой идёт речь, состоит из людей обоих полов (dwoje studentów «студент и студентка»);
- с названиями существительных, заканчивающимися на -ę и обычно обозначающими детёнышей животных или детей, а также словами zwierzę, bydlę, dziecko;
- с названиями семейных пар, обычно заканчивающимися на -stwo;
- с некоторыми pluralia tantum;
- с некоторыми другими существительными, например oko, ucho, ramię, niebożę, rodzeństwo.

Склонение собирательных числительных:
|              | двое     | трое     | четверо   |
| ------------ | -------- | -------- | --------- |
| Именительный | dwoje    | troje    | czworo    |
| Родительный  | dwojga   | trojga   | czworga   |
| Дательный    | dwojgu   | trojgu   | czworgu   |
| Винительный  | dwoje    | troje    | czworo    |
| Творительный | dwojgiem | trojgiem | czworgiem |
| Местный      | dwojgu   | trojgu   | czworgu   |

#### Местоимение
В традиционной грамматике польские местоимения (zaimek) классифицируются по семантике. Выделяются следующие разряды:
- личные (osobowe): ja, ty, my, wy, oni, one. Польский сохранил праславянское различение полных и кратких (энклитических) форм личных местоимений: в начале предложения, после предлога или при логическом ударении употребляются полные формы, во всех остальных случаях краткие. При глаголах личные местоимения чаще всего опускаются (употребляются только для того, чтобы подчеркнуть, кто именно совершает действие). Ещё одной характерной чертой польского языка является наличие противопоставления лично-мужской формы oni женско-вещной форме one у местоимения 3-го лица множественного числа;
- возвратное (zwrotne): się;
- притяжательные (dzierżawcze): mój, twój, nasz, wasz, ich, jego, jej;
- указательные (wskazujące): ten, ta, to, tamten, tam, tu, ów, tędy, taki;
- вопросительные (pytajne): kto? co? jaki? który? gdzie? kiedy? jak?;
- относительные (względne): kto, co, który;
- неопределённые (nieokreślone): ktoś, coś, jakiś, gdzieś, kiedyś, cokolwiek;
- отрицательные (przeczące): nic, nikt, żaden, nigdy, nigdzie.

С формальной точки зрения местоимения делятся на:
- местоимения-существительные: kto, coś, ja;
- местоимения-прилагательные: który, twój, wasz;
- местоимения-числительные: ile, kilka;
- местоимения-наречия: jak, jakoś.

Склонение личных (первого и второго лиц) и возвратного местоимений:
| Падеж        | Единственное число | Единственное число | Множественное число | Множественное число | Возвратное  |
| Падеж        | 1-е лицо           | 2-е лицо           | 1-е лицо            | 2-е лицо            | Возвратное  |
| Падеж        | Я                  | Ты                 | Мы                  | Вы                  | Себя        |
| ------------ | ------------------ | ------------------ | ------------------- | ------------------- | ----------- |
| Именительный | ja                 | ty                 | my                  | wy                  | —           |
| Родительный  | mnie, mię          | ciebie, cię        | nas                 | was                 | siebie, się |
| Дательный    | mnie, mi           | tobie, ci          | nam                 | wam                 | sobie       |
| Винительный  | mnie, mię          | ciebie, cię        | nas                 | was                 | siebie, się |
| Творительный | mną                | tobą               | nami                | wami                | sobą        |
| Местный      | mnie               | tobie              | nas                 | was                 | sobie       |

Форма mię в современном польском ощущается как устаревшая или манерная, используется для стилизации или в шутках.
Склонение личных местоимений третьего лица:
| Падеж        | Единственное число | Единственное число | Единственное число | Множественное число | Множественное число |
| Падеж        | Мужской род        | Средний род        | Женский род        | Лично-муж.          | Нелично-муж.        |
| Падеж        | Он                 | Оно                | Она                | Они                 | Они                 |
| ------------ | ------------------ | ------------------ | ------------------ | ------------------- | ------------------- |
| Именительный | on                 | ono                | ona                | oni                 | one                 |
| Родительный  | jego/niego, go     | jego/niego, go     | jej/niej           | ich/nich            | ich/nich            |
| Дательный    | jemu/niemu, mu     | jemu/niemu, mu     | jej/niej           | im/nim              | im/nim              |
| Винительный  | jego/niego, go     | je/nie             | ją/nią             | ich/nich            | je/nie              |
| Творительный | nim                | nim                | nią                | nimi                | nimi                |
| Местный      | nim                | nim                | niej               | nich                | nich                |

Формы doń, przezeń, weń, представляющие собой слияние винительного падежа местоимения on с предлогами, являются устаревшими.

#### Глагол
У польского глагола выделяют категории вида, наклонения, времени, лица, числа, залога, рода и мужского лица (у именных форм глагола также падежа).
Глагол изменяется по трём лицам (1-е, 2-е и 3-е) и двум числам (единственное и множественное). В качестве реликтов польский глагол сохранил формы двойственного числа, современными носителями воспринимаемые как формы множественного числа, только архаичные, старопольские. Например, телепрограмма польского журналиста Ежи Овсяка называлась Róbta, co chceta, czyli rockandrollowa jazda bez trzymanki. В её названии вместо нейтральных róbcie «делайте» и chcecie «хотите» употреблены архаичные róbta и chceta.
Кроме того, также не в первоначальной функции, эти окончания сохранились в некоторых польских говорах, поэтому формы с такими окончаниями могут использоваться современными писателями для стилизации. В стилистических целях могут быть также использованы архаичные формы 1-го лица множественного числа на -em, -im/-ym.
Для вежливого обращения к собеседнику или собеседникам служат формы 3-го лица (во множественном числе допустимы также формы 2-го лица) глагола в сочетании со словами pan (при обращении к мужчине), pani (к женщине), panowie (к мужчинам), panie (к женщинам), państwo (к мужчинам и женщинам вместе): państwo wiedzą/państwo wiecie «вы знаете».
Возвратные глаголы образуются при помощи частицы się. Эта же частица, добавляясь к форме третьего лица глагола (в прошедшем времени среднего рода), помогает образовывать безличные предложения: Tu się nie pali «Здесь не курят».
У польского глагола имеется две основы — основа настоящего времени и основа инфинитива. От первой образуются формы настоящего времени, простого будущего времени, повелительного наклонения, деепричастия настоящего времени, действительного причастия. От второй — прошедшего, давнопрошедшего, составного будущего времён, сослагательного наклонения, деепричастия прошедшего времени, страдательного причастия и инфинитива.
Вид
Глаголы бывают двух видов: совершенного (aspekt dokonany) и несовершенного (aspekt niedokonany). Существуют двувидовые глаголы (например ofiarować «жертвовать, пожертвовать»), а также глаголы, не имеющие видовой пары (например, ocknąć się «очнуться», spodziewać się «ожидать, надеяться»). Видовые пары могут образовываться при помощи приставок (robić «делать» — zrobić «сделать»), суффиксов (kiwać «кивать» — kiwnąć «кивнуть», dać «дать» — dawać «давать»), чередований в корне (zebrać «собрать» — zbierać «собирать») или супплетивно (brać «брать» — wziąć «взять», kłaść «класть» — położyć «положить», widzieć «видеть» — zobaczyć «увидеть»).
Залог
В польском языке выделяют два (действительный и страдательный) или три (с дополнением к первым двум возвратного) залога.
Страдательный залог (strona bierna) образуется только у переходных глаголов. Его формы состоят из страдательного причастия и вспомогательных глаголов być «быть» и zostać «стать»: jestem zmęczony «я устал», książka została napisana «книга была написана». Формы страдательного залога с глаголом być делают упор на состояние субъекта, возникшее в результате описываемого действия, а формы с глаголом zostać — на самом факте действия. Формы страдательного залога существуют для всех времён и наклонений.
Под возвратным залогом (strona zwrotna) понимают формы возвратных глаголов, например, kąpię się «купаюсь» (действительный залог — kąpię «купаю», страдательный — jestem kąpany «меня купают»).
Спряжения
Ранее польские глаголы было принято делить на четыре спряжения (koniugacja) согласно соотношению окончаний первого и второго лиц единственного числа (I спряжение: -ę, -esz; II спряжение: -ę, -isz; III спряжение: -am, -asz; IV спряжение: -em, -esz). Современные работы следуют классификации Я. Токарского. Согласно ей, польские глаголы делятся на 11 спряжений:
1. с тематическим гласным -a- (в 3-м лице мн. ч. -aj-) (czytać «читать»);
2. с тематическим гласным -e- (в 3-м лице мн. ч. -ej-), -a/e- в прошедшем времени (rozumieć «понимать»);
3. с тематическим гласным -eje- (в 1-м лице ед. ч. и 3-м лице мн. ч. -ej-), -a/e- в прошедшем времени (siwieć «седеть»);
4. с суффиксом -owa- в инфинитиве, -uj- в настоящем времени (kupować «покупать»);
5. с суффиксом -nie- в настоящем времени, -ną- в инфинитиве, -ną-/-nę- в прошедшем времени (ciągnąć «тянуть», «тащить»);
6. с тематическим гласным -i/y- (robić «делать»);
7. с тематическим гласным -i/y- в настоящем времени, -e- в инфинитиве, -a/e- в прошедшем времени (widzieć «видеть»);
8. с суффиксом -iwa-/-ywa-, чередующимся с -uj- (wymachiwać «размахивать»);
9. с тематическим гласным -a- в инфинитиве, -e- в настоящем времени (łapać «ловить», «хватать»);
10. группа глаголов с непрозрачной с синхронной точки зрения структурой (bić «бить», chwiać «качать», ciąć «резать», «рубить», «сечь», dąć «дуть», dożyć «дожить», gnić «гнить», «тлеть», grzać «греть», kląć «ругаться», kuć «ковать», lać «лить», objąć «обнять», «охватить», obsiać «засеять», obuć «обуть», odczuć «ощутить», pić «пить», pluć «плевать», wziąć «взять», zacząć «начать», żąć «жать»);
11. с тематическим гласным -e- или без него в настоящем времени (drzeć «рвать», dostrzec «заметить», mleć «молоть», móc «мочь», obleźć «усыпать», «облезть», obnieść «обнести», «пронести», obsiąść «обсесть», obtłuc «отбить», «отколоть», obwieść «обвести», piec «печь», pleć «полоть», pleść «плести», strzyc «стричь», tłuc «толочь», «дробить», strzec «стеречь»).

Кроме того, есть и неправильные глаголы, не входящие ни в одну из групп, например chcieć «хотеть», jechać «ехать», spać «спать», być «быть».
|           | Группа   | Группа     | Группа     | Группа    | Группа     | Группа  | Группа   | Группа       | Группа   | Группа  | Группа    |
| I         | II       | III        | IV         | V         | VI         | VII     | VIII     | IX           | X        | XI      |           |
| --------- | -------- | ---------- | ---------- | --------- | ---------- | ------- | -------- | ------------ | -------- | ------- | --------- |
| 1. ед. ч. | czytam   | rozumiem   | siwieję    | kupuję    | ciągnę     | robię   | widzę    | wymachuję    | wiążę    | biję    | tłukę     |
| 2. ед. ч. | czytasz  | rozumiesz  | siwiejesz  | kupujesz  | ciągniesz  | robisz  | widzisz  | wymachujesz  | wiążesz  | bijesz  | tłuczesz  |
| 3. ед. ч. | czyta    | rozumie    | siwieje    | kupuje    | ciągnie    | robi    | widzi    | wymachuje    | wiąże    | bije    | tłucze    |
| 1. мн. ч. | czytamy  | rozumiemy  | siwiejemy  | kupujemy  | ciągniemy  | robimy  | widzimy  | wymachujemy  | wiążemy  | bijemy  | tłuczemy  |
| 2. мн. ч. | czytacie | rozumiecie | siwiejecie | kupujecie | ciągniecie | robicie | widzicie | wymachujecie | wiążecie | bijecie | tłuczecie |
| 3. мн. ч. | czytają  | rozumieją  | siwieją    | kupują    | ciągną     | robią   | widzą    | wymachują    | wiążą    | biją    | tłuką     |

Время
Различаются три времени: прошедшее (czas przeszły), настоящее (czas teraźniejszy) и будущее (czas przyszły). Кроме того, в литературе изредка встречается давнопрошедшее время (czas zaprzeszły), используемое для обозначения действия в прошлом, произошедшего ранее другого действия в прошлом.
Прошедшее время продолжает праславянский перфект, при этом формы вспомогательного глагола срослись с ł-причастием, став своеобразными личными окончаниями глагола. Спряжение глагола być «быть» в прошедшем времени:
| Лицо | ед. число | ед. число | ед. число | мн. число  | мн. число    |
| Лицо | муж. род  | жен. род  | ср. род   | лично-муж. | женско-вещн. |
| ---- | --------- | --------- | --------- | ---------- | ------------ |
| 1-е  | byłem     | byłam     | *byłom    | byliśmy    | byłyśmy      |
| 2-е  | byłeś     | byłaś     | *byłoś    | byliście   | byłyście     |
| 3-е  | był       | była      | było      | byli       | były         |

Сращение основ с окончаниями при образовании форм прошедшего времени является неполным; окончания -m, -ś, -śmy, -ście могут отрываться от глагола и присоединяться к другим словам в предложении (вопросительным словам, союзам, личным местоимениям): Czyśmy się spóźnili? — Czy się spoźniliśmy? «Мы опоздали?»; Sameś to zrobił — Sam to zrobiłeś «Ты сам это сделал».
Образование некоторых форм прошедшего времени сопровождается чередованиями: myśleć «думать» — myślał «он думал» — myśleli «они думали» — myślały «они (не мужчины) думали»; trzeć «тереть» — tarł «он тёр»; płynąć «плыть» — płynął «он плыл» — płynęli «они плыли» — płynęły «они (не мужчины) плыли»; mleć «молоть» — mełł «он молол» — mełli «они мололи» — mełły «они (не мужчины) мололи».
Давнопрошедшее время образуется путём прибавления ł-формы глагола być к форме прошедшего времени смыслового глагола. В современном польском языке данные формы глагола употребляются крайне редко.
Спряжение в давнопрошедшем времени на примере глагола czytać «читать»:
| Лицо | ед. число    | ед. число     | ед. число      | мн. число        | мн. число        |
| Лицо | муж. род     | жен. род      | ср. род        | лично-муж.       | женско-вещн.     |
| ---- | ------------ | ------------- | -------------- | ---------------- | ---------------- |
| 1-е  | czytałem był | czytałam była | *czytałom było | czytaliśmy byli  | czytałyśmy były  |
| 2-е  | czytałeś był | czytałaś była | *czytałoś było | czytaliście byli | czytałyście były |
| 3-е  | czytał był   | czytała była  | czytało było   | czytali byli     | czytały były     |

Будущее время глаголов совершенного вида (простое) образуется идентично настоящему: robię «делаю» — zrobię «сделаю». Будущее от глаголов несовершенного вида (составное) образуется аналитически двумя способами: присоединением к форме будущего времени вспомогательного глагола być инфинитива либо ł-причастия, то есть będę robić и będę robił «буду делать». Спряжение глагола robić «делать» в будущем времени:
| Лицо | ед. число         | ед. число         | ед. число         | ед. число       | мн. число         | мн. число         | мн. число       |
| Лицо | być + ł-причастие | być + ł-причастие | być + ł-причастие | być + инфинитив | być + ł-причастие | być + ł-причастие | być + инфинитив |
| Лицо | муж. род          | жен. род          | ср. род           | być + инфинитив | лично-муж.        | женско-вещн.      | być + инфинитив |
| ---- | ----------------- | ----------------- | ----------------- | --------------- | ----------------- | ----------------- | --------------- |
| 1-е  | będę robił        | będę robiła       | *będę robiło      | będę robić      | będziemy robili   | będziemy robiły   | będziemy robić  |
| 2-е  | będziesz robił    | będziesz robiła   | *będziesz robiło  | będziesz robić  | będziecie robili  | będziecie robiły  | będziecie robić |
| 3-е  | będzie robił      | będzie robiła     | będzie robiło     | będzie robić    | będą robili       | będą robiły       | będą robić      |

Наклонения
В польском языке три наклонения: изъявительное (tryb orzekający, oznajmujący), сослагательное (tryb warunkowy, przypuszczający) и повелительное (tryb rozkazujący).
Сослагательное наклонение состоит из ł-причастия, частицы by и личных окончаний. При этом частица by с личными окончания может отделяться от ł-причастия и ставиться после первого слова в предложении или прикрепляться к союзам (Chciałbym, żebyś się znalazł na moim miejscu. Zaraz byś inaczej śpiewał. «Хотел бы я, чтобы ты оказался на моём месте. Сразу бы по-другому запел.»).
| Лицо | ед. число | ед. число | ед. число | мн. число  | мн. число    |
| Лицо | муж. род  | жен. род  | ср. род.  | лично-муж. | женско-вещн. |
| ---- | --------- | --------- | --------- | ---------- | ------------ |
| 1-е  | byłbym    | byłabym   | *byłobym  | bylibyśmy  | byłybyśmy    |
| 2-е  | byłbyś    | byłabyś   | *byłobyś  | bylibyście | byłybyście   |
| 3-е  | byłby     | byłaby    | byłoby    | byliby     | byłyby       |

Повелительное наклонение образуется от основы настоящего времени при помощи нулевого окончания (-ij/-yj, если основа заканчивается на группу согласных) во 2-м лице единственного числа, окончаний -my в 1-м лице и -cie во 2-м лице множественного числа. Например, mów «говори» — mówmy «поговорим» — mówcie «говорите»; pracuj «работай» — pracujmy «давайте (мы будем) работать» — pracujcie «работайте»; krzyknij «крикни» — krzyknijmy «давайте крикнем» — krzyknijcie «крикните». Образование некоторых форм повелительного наклонения сопровождается чередованиями: robić «делать» — rób «делай», stać «стоять» — stój «стой», być «быть» — bądź «будь». От некоторых глаголов формы повелительного наклонения образуются нестандартно: wiedz «знай», jedz «ешь», miej «имей», chciej (повелительное наклонение от глагола chcieć «хотеть»), weź «возьми», zrozum «пойми».
Кроме того, существует описательная форма повелительного наклонения, которая образуется при помощи сочетания частицы niech/niechaj «пусть» с личными формами глагола в настоящем или будущем времени: niech pyta «пусть спросит», niech pytają «пусть спросят».
Неличные формы
Инфинитив (bezokolicznik) у большинства глаголов образуется при помощи суффикса -ć, только у некоторых — -c (например, biec «бежать», piec «печь», spostrzec «заметить» и др.).
Действительное причастие образовывается только у глаголов несовершенного вида от основы настоящего времени при помощи суффикса -ąc- и родовых окончаний. Так же образуется деепричастие настоящего времени (деепричастие одновременности), только оно не имеет родовых окончаний.
Страдательное причастие образуется при помощи суффиксов -(o)n- и -t- и родовых окончаний: czytany «читанный», widziany «виденный», robiony «деланный», wypity «выпитый».
Деепричастие прошедшего времени (деепричастие предшествования) у большинства глаголов образовывается от основы инфинитива при помощи суффикса -wszy. У глаголов XI класса оно образовывается от ł-формы при помощи суффикса -szy.

#### Наречие
Наречия в польском языке делятся на качественные (jakościowe) и обстоятельственные (okolicznościowe). Некоторые наречия могут иметь степени сравнения.

#### Предлоги
Предлоги делятся на три группы:
- простые (первообразные) первичные: bez «без», dla «для», do «до, в, к», ku «к», między «между», na «на», nad «над», o «о», od «от», po «по, после», pod «под», przed «перед, до», przez «через», przy «при», w «в», z «из, с», za «за»);
- сложные первичные: pomiędzy «среди», ponad «над», popod «под», pośród «среди», spod «из-под», spomiędzy «из-за», spoza «из-за», sprzed «из-под», wśród «среди», zza «из-за»;
- вторичные: blisko «близко от», dookoła «вокруг», naprzeciw «напротив», na wprost «прямо против», mimo «несмотря на», obok «рядом», podczas «во время», pomimo «несмотря на», powyżej «выше», poniżej «ниже», skutkiem «в результате», wewnątrz «внутри», wobec «по отношению к», wzdłuż «вдоль», zewnątrz «снаружи», dzięki «благодаря», zamiast «вместо».

Первичные предлоги, заканчивающиеся на согласный, могут вокализироваться — наращивать в конце гласный -e, если следующее за ними слово начинается на группу согласных: nade wszystko «больше всего», ode mnie «от меня», przede mną «передо мной», we wtorek «во вторник», ze swoim «со своим».
Одни предлоги могут сочетаться только с одним падежом, другие — с двумя (с разницей в значении), а предлог za даже с тремя (родительным, винительным и творительным).

#### Союзы
Союзы в польском языке могут быть сочинительными (spójniki współrzędne: i «и», ale «но», lecz «но», jednak «однако», natomiast «зато»), соединяющими грамматически однородные единицы, и подчинительными (spójniki podrzędne: ponieważ «потому что, так как», bo «так как; потому что», dlatego że «потому, что»), использующимися не только для соединения грамматически однородных единиц.

#### Частицы
Частицами в польской лингвистической традиции называют неизменяемую часть речи, основной функцией которой является модифицирование значения высказывания. Частицы, как правило, не имеют собственного ударения и являются проклитиками или энклитиками.

#### Междометия
Междометия в польском языке выражают эмоции (oj, brr), волеизъявление (hej, stop) или имитируют звуки (bzz, chlup, ciach).

### Синтаксис
В польском языке различают простые и сложные предложения. Кроме того, предложения классифицируются по цели сообщения и по структурным схемам.

#### Простое предложение
В традиции польской лингвистики среди простых предложений выделяют собственно предложение (zdanie), основанное на личной форме глагола, и эквивалент предложения, или сообщение (oznajmienie), в структуре которого личная форма глагола отсутствует.
Среди основных структурных схем простых предложений выделяются такие, как имя в именительном падеже + глагол в личной форме; имя в родительном падеже + глагол в личной форме; имя в именительном падеже + связка + прилагательное; имя в именительном падеже + связка + имя в именительном/творительном падеже: On jest Polakiem «Он поляк»; имя в именительном падеже + связка + имя в косвенном падеже и т. д.
Для повествовательных, побудительных и вопросительных предложений, базирующихся на одних и тех же структурных моделях простого предложения, характерны свои структурные и интонационные особенности. Повествовательные предложения имеют нисходящую низкую и ровную низкую интонацию, вопросительные — низкую восходящую интонацию, побудительные — эмфатическую интонацию. Кроме того, вопросительные предложения характеризуют наличие вопросительных местоимений и частиц, а также особый порядок слов. Побудительные предложения характеризуют наличие императива или формы сослагательного наклонения в повелительном значении, наличие побудительных частиц (niech и другие) и специальных структурных схем (например инфинитивных предложений).

#### Сложное предложение
Среди сложных предложений в польском языке выделяют сложносочинённые и сложноподчинённые предложения.

Связь между составными частями сложносочинённого предложения осуществляется как с помощью сочинительных союзов, так и без них. К сложносочинённым в числе прочих относят предложения с однородными глагольными сказуемыми при одном и том же субъекте-подлежащем: Stałem i patrzyłem «Я стоял и смотрел». К сложноподчинённым относят предложения, состоящие из главного и одного или нескольких придаточных предложений.

### Лексика
Лексика (słownictwo) польского языка включает слова общеславянского (унаследованные от праславянского языка), западнославянского, лехитского и собственно польского происхождения. Данные слова образуют основную и наиболее устойчивую часть польского лексического состава. К лексике праславянского происхождения, включающей как праиндоевропейскую лексику, так и заимствования эпохи праславянской общности, относят такие слова, как: ojciec «отец», mać «мать», brat «брат», siostra «сестра», obłok «облако», «туча», słońce «солнце», ziemia «земля», wiatr «ветер», rzeka «река», wieczór «вечер», zima «зима», pies «собака», «пёс», krowa «корова», lipa «липа», głowa «голова», oko «глаз», kosa «коса», pług «плуг», wrota «ворота», wojna «война», rozum «разум», wola «воля», wiara «вера», młody «молодой», wielki «большой», miękki «мягкий», biały «белый», czarny «чёрный», dobry «хороший», zły «плохой», «злой», widzieć «видеть», słyszeć «слышать», jeść «есть», «кушать», wieźć «везти», być «быть», uczyć «учить» и многие другие.
Часть польской лексики представляет собой заимствования из других языков, прежде всего латинского, немецкого, чешского, английского, французского, итальянского. Заимствования из тех или иных языков происходили в разные исторические периоды развития польского языка, при этом заимствованная лексика различалась как по её объёму, так и по отношению к разным сферам общественной жизни и по степени фонетической и морфологической адаптации. Помимо прямых устных или письменных заимствований для польского языка характерны также калькирование и семантические заимствования.
Латинские заимствования
Латинские заимствования относятся к самому древнему пласту заимствований в польском языке. Латинизмы (нередко греческого происхождения) появляются в польском уже с XI века — преимущественно это была религиозная христианская и научная лексика, проникавшая в польский язык как непосредственно из латинского, так и нередко через посредство чешского, немецкого и других языков: anioł «ангел», kościół «костёл», ofiara «жертва», szkoła «школа», data «дата», tablica «плита» и т. д. Среднепольский период характеризуется заимствованиями из латинского абстрактной лексики, связанной с теоретическими знаниями, лексики, связанной с наукой, искусством, юриспруденцией и т. д.: architekt «архитектор», dokument «документ», «акт», dyspozycja «распоряжение», edukacja «воспитание», «образование», forma «форма», religia «религия», termin «термин» и т. д. С конца XVIII века, когда влияние языка стало ослабевать, и до настоящего времени латинский язык остаётся в основном источником только интернациональной лексики (radiofonia «радиовещание»).
Чешские заимствования
Почти все заимствования из чешского языка появились в древнепольский период до XIV века. Богемизмы включают слова с чешской огласовкой общеславянских корней и большое число слов латинского и немецкого происхождения главным образом в сфере книжной лексики (из которых не все сохранились до настоящего времени): zwłaszcza «главным образом», hardy «непокорный», hańba (исконно польское gańba) «позор», «бесчестье», jedyny (исконно польское jedziny) «единственный», hojny «щедрый», obywatel (исконно польское obywaciel) «гражданин», serce (исконно польское sierce) «сердце», własność «собственность» и т. д.
Немецкие заимствования
Проникновение германизмов в польский язык отмечалось во все исторические периоды, но особенно значительным влияние немецкого языка было в древнепольский период (XIII—XV века).
Выделяются следующие сферы лексики, в которых шёл активный процесс освоения немецких слов:
- сфера хозяйственно-экономической жизни, городского устройства и управления (лексика, связанная с административным устройством, торговлей, профессиями и ремёслами, армией и флотом и т. п.): wójt «войт», burmistrz «бургомистр», ratusz «ратуша»; handel «торговля», rachować «считать», «вычислять», waga «весы», reszta «остаток»; malarz «художник», ślusarz «слесарь», mur «стена», rura «труба», cegła «кирпич»; szturm «штурм», żołnierz «солдат», żagiel «парус» и т. д.;
- бытовая сфера (лексика, связанная с предметами домашнего обихода, кулинарией, одеждой, единицами измерения, с духовной и эмоциональной жизнью человека и т. п.): talerz «тарелка», zegar «часы», kubeł «ведро», szuflada «выдвижной ящик», pudło «коробка»; smalec «топлёное сало»; kołnierz «воротник», fartuch «фартук»; mila «миля», cal «дюйм»; żart «шутка», frasować się «огорчаться» и т. д.

Число заимствований из немецкого сокращается в среднепольский и новопольский периоды, тем не менее в эти периоды немецкий оставался важнейшим источником заимствований для носителей польских диалектов, распространённых на территориях, оказавшихся в разное время под властью Пруссии (Великая Польша, Мазурия) и Австро-Венгрии (Верхняя Силезия, южная Малопольша). К среднепольским заимствованиям относятся слова тех же сфер лексики, что были в древнепольскую эпоху: druk «печать», fortel «уловка», gatunek «род», «вид», «категория», gwałt «насилие», herszt «главарь», kram «ларёк», prasa «пресс», stempel «штемпель», «штамп», szyba «оконное стекло» и т. д.
Некоторые немецкие заимствования новопольского периода из языка поляков прусской и австрийской частей Польши проникли в общепольский разговорный язык: frajda «радость», fajnie «замечательно», heca «хохма», «потеха» и т. д. Кроме того, новопольский период характеризуется появлением большого числа калек с немецкого: czasopismo < нем. Zeitschrift «журнал», parowóz < нем. Dampfwagen, językoznawstwo < нем. Sprachkunde «языкознание», przedłożyć < нем. vorlegen «представить», «внести» и т. д.
Итальянские заимствования
Наибольшее число заимствований вошло в польский язык из итальянского в среднепольский период в XIV—XVII веках, они представляли собой лексику из области музыки, искусства, науки, моды, банковского дела и т. д. (многие из них позднее исчезли): aria «ария», baryton «баритон», serenada «серенада», akwarela «акварель», fontanna «фонтан», impreza «мероприятие», gracja «красавица», «грация», bransoleta «браслет», bomba «бомба», szpada «шпага», bank «банк» и т. д.
Французские заимствования
Заимствования французской лексики стали проникать в польский язык с XVII века: fryzjer «парикмахер», frykas «деликатес», deboszować «гулять», «кутить» и т. д. Наиболее активное проникновение французских заимствований происходит с середины XVIII до середины XIX века, галлицизмы охватывают различные сферы жизни (театр, моду, кулинарию и многое другое): bagaż «багаж», awans «повышение», bluza «блуза», bilet «билет», biuletyn «бюллетень», biuro «бюро», «контора», kariera «карьера», aleja «аллея», krawat «галстук», parada «парад», uniform «форма», «мундир», galanteria «галантность», kostium «костюм», perfumeria «парфюмерный магазин», likier «ликёр», omlet «омлет» żandarm «жандарм», witraż «витраж», reportaż «репортаж», «очерк», festiwal «фестиваль», uwertura «увертюра» и т. д.
Тюркские заимствования
Заимствования из тюркских языков появились в польском уже в древнепольский период, но их основное число проникло в польскую лексику в XVII веке (часто через посредничество украинского и реже из венгерского языка): chan «хан», bohater «герой», dżuma «чума», kaftan «кафтан», wojłok «войлок», buhaj «бык», «бугай», buława «булава», haracz «дань» т. д.
Восточнославянские заимствования
В польском языке отмечаются заимствования украинских и русских лексических элементов.

Украинская лексика наиболее активно заимствуется в среднепольский период (через диалекты Кресов): czereśnia «черешня», czupryna «шевелюра», huba «трутовик», duby «чепуха», duży «большой» и т. д. В новопольский период заимствования хоть и продолжились, но их число значительно уменьшилось: hołubić «нежить», «голубить», bałakać «болтать» и т. д.

Русские заимствования в польском появляются в новопольский период. В XIX веке они представлены как прямыми заимствованиями — odkrytka «открытка», mig «мигание», okutać «окутать», так и кальками — wziąć fortecę «взять крепость» вместо zdobyć fortecę, okazywać pomoc «оказывать помощь» вместо nieść pomoc, проникавшими в речь поляков на российской части Польши. Во второй половине XX века после образования ПНР отмечается появление заимствований из русского главным образом в публицистическом и разговорном стилях — например, в использовании прилагательного nieprawidłowy «неправильный» в сочетании с существительным stosunek «отношение» вместо niewłaściwy «неправильный», в заимствовании таких лексем в разговорной речи, как: pierepałki «трудности, хлопоты», barachło «барахло» и т. д.
Английские заимствования
Появление заимствований из английского языка, самых поздних по времени в польском языке, характеризует новопольский период. Первые англицизмы заимствовались через другие языки (немецкий, французский и т. д.): sterling «стерлинг», dżokej «жокей» и т. д. Основная масса англицизмов, заимствуемых уже непосредственно из английского языка, появилась в XX веке, английский становится основным источником заимствований для современного польского языка. Слова, пришедшие в польский из английского, охватывают самые различные сферы жизни — науку, технику, спорт, массовую культуру и многое другое: bar «бар», bobslej «бобслей», brydż «бридж», finisz «финиш», fokstrot «фокстрот», futbol «футбол», jazz «джаз», hit «хит», komfort «комфорт», lider «лидер», prezydent «президент», steward «стюард», mityng «митинг», rower «велосипед», start «старт», weekend «уик-энд» и т. д.

## История изучения

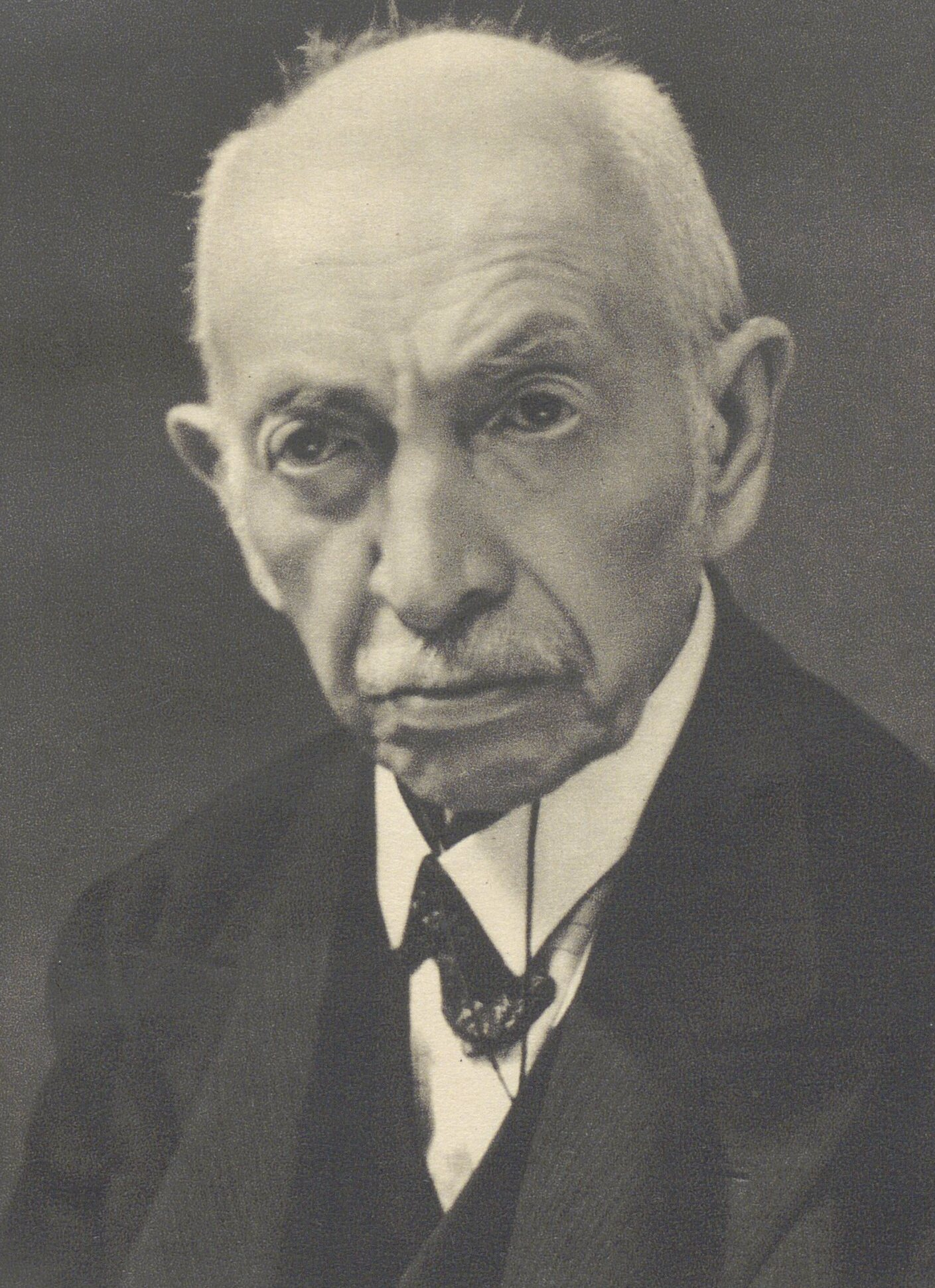
Александр Брюкнер

Первыми попытками изучения польского языка были орфографические трактаты, написанные в XV — начале XVI веков: трактат краковского каноника и ректора Краковского университета Якуба Паркошовица 1440 года и трактат С. Заборовского 1518 года, изданные на латинском языке, целью которых было введение орфографических норм. В XVI—XVII веках появляются грамматики, дающие описание польского языка: П. Статориуса-Стоеньского (Polonicae grammatices institutio, 1568) — первая подлинная грамматика польского языка, грамматика М. Фолькмара (Compendium linguae polonicae, 1594), грамматика Ф. Менье-Менинского (Grammatica seu Institutio Polonicae Linguae, 1649), грамматика первого польского автора, Я. К. Войны (Compendiosa Linguae Polonicae Institutio, 1690) — все также на латинском языке. Наиболее известные грамматики XVIII—XX веков: грамматика О. Копчинского (Gramatyka dla szkół narodowych, 1778) — одна из первых грамматик на польском языке, автор которой создал многие грамматические термины, употребляющиеся до настоящего времени; грамматика Ю. Мрозинского (Pierwsze zasady gramatyki języka polskiego, 1822), которую З. Клеменсевич назвал «первой научной грамматикой польского языка»; грамматика А. Крынского (Gramatyka języka polskiego, 1900). В XX веке существенный вклад в области синхронно-описательной грамматики польского языка внёс В. Дорошевский. Исследованию грамматического строя посвящены работы З. Тополинской.
Началом зарождения польской лексикографии было составление словарей, начиная с XIV века: словарь Мурмелиуша (Dictionarius… variarum rerum… cum Germanica atque Polonica interpretatione, 1526), словарь Я. Мончиньского (Lexicon latino-polonicum, 1565), словарь Г. Кнапского (Thesaurus polonolatinograecus seu promtuarum linguae latinae et graecae Polonorum usui acconodatum, 1621). К наиболее известным словарям разных этапов новопольского периода относят: словарь С. Б. Линде 1807—1814 годов (С. Б. Линде предлагал первые серьёзные образцы сравнительной славянской лексикографии); словарь под редакцией М. Оргельбранда 1861 года (так называемый «Виленский словарь»); словарь А. Крынского, В. Недзвецкого и Я. Карловича 1900—1927 годов (так называемый «Варшавский словарь»); словарь под редакцией В. Дорошевского 1958—1969 годов; словарь под редакцией М. Шимчака 1978—1981 годов.
Развитие польской диалектологии в начале XX века связывается с именем К. Нича, первый польский региональный лингвистический атлас (атлас польского Подкарпатья М. Малецкого и К. Нича) положил начало исследованию диалектов методами лингвистической географии. После Второй мировой войны был создан «Малый атлас польских говоров» (1957—1970). Значительный вклад в развитие польской диалектологии внесли З. Штибер, С. Урбанчик, К. Дейна и другие учёные.
В области ономастических исследований польского языка выделяются работа по топонимии С. Роспонда и антропонимический словарь В. Ташицкого.
Вопросы истории польского языка отражены в работах Т. Лер-Сплавинского, З. Клеменсевича, С. Слонского, Я. Розвадовского, П. Зволинского.

## Примеры текстов
«Аккерманские степи» А. Мицкевича (перевод А. А. Фета):
| Оригинал | Перевод |
| --- | --- |
| Wpłynąłem na suchego przestwór oceanu; Wóz nurza się w zieloność i jak łódka brodzi: Śród fali łąk szumiących, śród kwiatów powodzi, Omijam koralowe ostrowy burzanu. Już mrok zapada, nigdzie drogi, ni kurhanu; Patrzę w niebo, gwiazd szukam, przewodniczek łodzi; Tam z dala błyszczy obłok, tam jutrzenka wschodzi… To błyszczy Dniestr, to weszła lampa Akermanu! Stójmy!… Jak cicho!… Słyszę ciągnące żurawie, Których by nie dościgły źrenice sokoła; Słyszę, kędy się motyl kołysa na trawie, Kędy wąż śliską piersią dotyka się zioła… W takiej ciszy tak ucho natężam ciekawie, Że słyszałbym głos z Litwy… Jedźmy, nikt nie woła! | Всплываю на простор сухого океана, И в зелени мой воз ныряет, как ладья, Среди зелёных трав и меж цветов скользя, Минуя острова кораллов из бурьяна. Уж сумрак — ни тропы не видно, ни кургана; Не озарит ли путь звезда, мне свет лия? Вдали там облако, зарницу ль вижу я? То светит Днестр: взошла лампада Аккермана. Как тихо! — Постоим. — Я слышу, стадо мчится: То журавли; зрачком их сокол не найдёт. Я слышу, мотылёк на травке шевелится И грудью скользкой уж по зелени ползёт. Такая тишь, что мог бы в слухе отразиться И зов с Литвы… Но нет, — никто не позовёт. |

«Огнём и мечом» Г. Сенкевича:
Rok 1647 był to dziwny rok, w którym rozmaite znaki na niebie i ziemi zwiastowały jakoweś klęski i nadzwyczajne zdarzenia.
Współcześni kronikarze wspominają, iż z wiosny szarańcza w niesłychanej ilości wyroiła się z Dzikich pól i zniszczyła zasiewy i trawy, co było przepowiednią napadów tatarskich. Latem zdarzyło się wielkie zaćmienie słońca, a wkrótce potem kometa pojawiła się na niebie. W Warszawie widywano też nad miastem mogiłę i krzyż ognisty w obłokach; odprawiano więc posty i dawano jałmużny, gdyż niektórzy twierdzili, że zaraza spadnie na kraj i wygubi rodzaj ludzki. Nareszcie zima nastała tak lekka, że najstarsi ludzie nie pamiętali podobnej. W południowych województwach lody nie popętały wcale wód, które, podsycane topniejącym każdego ranka śniegiem wystąpiły z łożysk i pozalewały brzegi. Padały częste deszcze. Step rozmókł i zmienił się w wielką kałużę, słońce zaś w południe dogrzewało tak mocno, że — dziw nad dziwy! — w województwie bracławskiem i na Dzikich polach zielona ruń okryła stepy i rozłogi już w połowie grudnia. Roje po pasiekach poczęły się burzyć i huczeć, bydło ryczało po zagrodach. Gdy więc tak porządek przyrodzenia zdawał się być wcale odwróconym, wszyscy na Rusi, oczekując niezwykłych zdarzeń, zwracali niespokojny umysł i oczy szczególniej ku Dzikim polom, od których łatwiej niźli skądinąd mogło się ukazać niebezpieczeństwo.
Tymczasem na polach nie działo się nic nadzwyczajnego i nie było innych walk i potyczek jak te, które się odprawiały tam zwykle, a o których wiedziały tylko orły, jastrzębie, kruki i zwierz polny.
1647 год был странный год. Чудесные явления на земле и на небе предвещали какие-то величайшие несчастия и необыкновенные события.
Тогдашние летописцы упоминают, что весною в Диких Полях появилось громадное количество саранчи, которая уничтожила все посевы; так всегда бывало перед нашествием татар. Летом произошло полное солнечное затмение, а вскоре потом на небе появилась комета. В Варшаве над городом появился в облаках огненный гроб и крест; люди постились и раздавали милостыню. Твердили, что страну посетит зараза и уничтожит род человеческий. Наконец, зима стояла такая тёплая, что даже старики не помнили такой. В южных воеводствах не сковало воды, реки, увеличивающиеся от тающего снега, вышли из своего ложа и затопили берега. Падали частые дожди. Степь обратилась в одну громадную лужу, солнце в полдень пригревало так сильно, что — чудо из чудес! — в воеводстве Брацлавском и на Диких Полях степь оделась в зелёный наряд в половине декабря. Пчелиные рои начинали жужжать на пасеках, скотина мычала в хлевах. Когда, таким образом, вся природа, казалось, совершенно изменилась, люди на Руси, ожидающие необыкновенных событий, беспокойно посматривали на Дикие Поля. Оттуда, более чем с какой-нибудь другой стороны, можно было ожидать опасности.
А на полях в это время не происходило ничего особенного, никаких битв и стычек, подобных тем, которые случались там зачастую и о которых ведали только орлы, ястребы, во́роны да полевой зверь. (Перевод В. М. Лаврова, «Русская мысль», 1885, январь, стр. 175—176, отд. 1)